# Elezioni parlamentari negli Stati Uniti d'America del 2012
Le elezioni parlamentari negli Stati Uniti d'America del 2012 si tennero il 6 novembre per l'elezione del 113º Congresso, contestualmente alle elezioni presidenziali che rielessero Barack Obama a presidente degli Stati Uniti. Il Partito Democratico conquistò seggi sia alla Camera dei rappresentanti che al Senato, mantenendo il controllo al Senato, ma lasciando la Camera in mano repubblicana.
Furono sottoposti ad elezione tutta la Camera dei rappresentanti e i 33 seggi del Senato appartenenti alla classe 1. I democratici conquistarono due seggi in più al Senato, mantenendo il controllo della camera alta. In questa prima elezione alla Camera che seguì la riassegnazione dei seggi a seguito del censimento del 2010, i democratici conquistarono otto seggi, ma non riuscirono a raggiungere la maggioranza, nonostante la vittoria al voto popolare.
Lo stesso giorno si tennero anche le elezioni governatoriali in 12 stati e 2 territori.

## Senato
Prima delle elezioni, il Senato era controllato dai Democratici con una maggioranza di 51 a 47; i Repubblicani avevano quindi bisogno, per riottenere la maggioranza, di conquistare 3 seggi in caso di vittoria alle elezioni presidenziali o 4 in caso di sconfitta. Dei 33 seggi di classe 1 rinnovati nelle elezioni del 2012, 23 erano detenuti da Democratici, 8 dai Repubblicani e 2 da indipendenti. I senatori che eletti iniziarono il loro mandato il 3 gennaio 2013, per concluderlo il 3 gennaio 2019.
Le elezioni determinarono il guadagno di due seggi da parte dei Democratici, che vinsero negli stati di Indiana, Massachusetts e Connecticut, prima in mano ai Repubblicani, e perdendo invece il seggio del Nebraska; il nuovo Senato risultò quindi composto da 53 Democratici, 45 Repubblicani e 2 indipendenti.

### Livello federale
| Partiti | Partiti      | Voti       | %      | Seggi        | Seggi    | Seggi    | Seggi         | Seggi   |  |
| Partiti | Partiti      | Voti       | %      | Pre elezioni | In palio | Ottenuti | Post elezioni | +/-     |  |
| ------- | ------------ | ---------- | ------ | ------------ | -------- | -------- | ------------- | ------- |  |
|         | Democratico  | 49 988 282 | 53,4   | 51           | 21       | 23       | 53            | 2       |  |
|         | Repubblicano | 39 128 301 | 41,8   | 47           | 10       | 8        | 45            | 2       |  |
|         | Indipendenti | 961 284    | 1,0    | 2            | 2        | 2        | 2             | Stabile |  |
|         |              |            |        |              |          |          |               |         |  |
| Totale  | Totale       | 90 077 867 | 100,00 | 100          | 33       | 33       | 100           | Stabile |  |

### Dettaglio per stato
Di seguito il riepilogo delle elezioni relative ai 33 seggi del Senato:
| Stato                | Senatore uscente         | Senatore uscente           | Democratici                    | Repubblicani                                                                  | Altri | Senatore eletto        | Senatore eletto      |
| -------------------- | ------------------------ | -------------------------- | ------------------------------ | ----------------------------------------------------------------------------- | --- | ---------------------- | -------------------- |
| Arizona              |                          | Jon Kyl (R)                | Richard Carmona - 46,1%        | Jeff Flake - 49,2%                                                            | Marc Victor (L) - 4,6%                                                                                            |                        | Jeff Flake (R)       |
| California           |                          | Dianne Feinstein (D)       | Dianne Feinstein - 62,5%       | Elizabeth Emken - 37,5%                                                       | |                        | Dianne Feinstein (D) |
| Connecticut          |                          | Joe Lieberman (I)          | Chris Murphy - 54,8%           | Linda McMahon - 43,1%                                                         | Paul Passarelli (L) - 1,7%                                                                                        | Chris Murphy (D)       |                      |
| Dakota del Nord      |                          | Kent Conrad (D-NPL)        | Heidi Heitkamp - 50,2%         | Rick Berg - 49,3%                                                             | Altri - 0,5% | Heidi Heitkamp (D-NPL) |                      |
| Delaware             | Tom Carper (D)           | Tom Carper - 66,4%         | Kevin Wade - 29,0%             | Alex Pires (I) - 3,8% Andrew Groff (V) - 0,6%                                 | Tom Carper (D) |                        |                      |
| Florida              | Bill Nelson (D)          | Bill Nelson - 55,2%        | Connie Mack IV - 42,2%         | Bill Gaylor (I) - 1,5% Chris Borgia (I) - 1,0%                                | Bill Nelson (D)                                                                                                   |                        |                      |
| Hawaii               | Daniel Akaka (D)         | Mazie Hirono - 62,6%       | Linda Lingle - 37,4%           |                                                                               | Mazie Hirono (D)                                                                                                  |                        |                      |
| Indiana              |                          | Richard Lugar (R)          | Joe Donnelly - 50,0%           | Richard Murdock - 44,2%                                                       | Andrew Horning (L) - 5,7%                                                                                         | Joe Donnelly (D)       |                      |
| Maine                | Olympia Snowe (R)        | Cynthia Dill - 13,3%       | Charles E. Summers Jr. - 30,7% | Angus King (I) - 52,9% Danny F. Dalton (I) - 0,8% Andrew Ian Dodge (L) - 0,8% | | Angus King (I)         |                      |
| Maryland             |                          | Ben Cardin (D)             | Ben Cardin - 56,0%             | Dan Bongino - 26,3%                                                           | Rob Sobhani (I) - 16,4% Imad-ad-Dean Ahmad (L) - 1,2%                                                             |                        | Ben Cardin (D)       |
| Massachusetts        |                          | Scott Brown (R)            | Elizabeth Warren - 53,7%       | Scott Brown - 46,3%                                                           | | Elizabeth Warren (D)   |                      |
| Michigan             |                          | Debbie Stabenow (D)        | Debbie Stabenow - 58,8%        | Peter Hoekstra - 38,0%                                                        | Scotty Boman (L) - 1,8% Harley Mikkelson (V) - 0,6% Richard Matkin (C) - 0,6% John Litle - 0,2%                   | Debbie Stabenow (D)    |                      |
| Minnesota            | Amy Klobuchar (DFL)      | Amy Klobuchar - 65,2%      | Kurt Bills - 30,6%             | Stephen Williams (I) - 2,6% Tim Davis - 1,1% Michael Cavlan - 0,5%            | Amy Klobuchar (D)                                                                                                 |                        |                      |
| Mississippi          |                          | Roger Wicker (R)           | Albert N. Gore Jr. - 40,6%     | Roger Wicker - 57,2%                                                          | Thomas Cramer (C) - 1,2% Shawn O'Hara - 1,0%                                                                      |                        | Roger Wicker (R)     |
| Missouri             |                          | Claire McCaskill (D)       | Claire McCaskill - 54,8%       | Todd Akin - 39,0%                                                             | Jonathan Dine (L) - 6,1%                                                                                          |                        | Claire McCaskill (D) |
| Montana              | Jon Tester (D)           | Jon Tester - 48,6%         | Denny Rehberg - 44,9%          | Dan Cox (L) - 6,6%                                                            | Jon Tester (D) |                        |                      |
| Nebraska             | Ben Nelson (D)           | Bob Kerrey - 42,2%         | Deb Fischer - 57,8%            |                                                                               | | Deb Fischer (R)        |                      |
| Nevada               |                          | Dean Heller (R)            | Shelley Berkley - 44,7%        | Dean Heller - 45,9%                                                           | David VanderBeek - 4,9% Altri - 4,5%                                                                              | Dean Heller (R)        |                      |
| New Jersey           |                          | Bob Menendez (D)           | Bob Menendez - 58,9%           | Joe Kyrillos - 39,4%                                                          | Ken Kaplan (L) - 1,0% Ken Wolski (V) - 0,5%                                                                       |                        | Bob Menendez (D)     |
| New York             | Kirsten Gillibrand (D)   | Kirsten Gillibrand - 71,6% | Wendy E. Long - 27,0%          | Colia Clark (V) - 1,4% Chris Edes (L) - 0,5% John Mangelli - 0,3%             | Kirsten Gillibrand (D)                                                                                            |                        |                      |
| Nuovo Messico        | Jeff Bingaman (D)        | Martin Heinrich - 51,0%    | Heather Wilson - 45,3%         | Jon Barrie - 3,6% Robert L. Anderson - 0,1%                                   | Martin Heinrich (D)                                                                                               |                        |                      |
| Ohio                 | Sherrod Brown (D)        | Sherrod Brown - 50,7%      | Josh Mandel - 44,7%            | Scott A. Rupert (I) - 4,6%                                                    | Sherrod Brown (D)                                                                                                 |                        |                      |
| Pennsylvania         | Bob Casey, Jr. (D)       | Bob Casey, Jr. - 53,7%     | Tom Smith - 44,6%              | Rayburn Douglas Smith (L) - 1,7%                                              | Bob Casey, Jr. (D)                                                                                                |                        |                      |
| Rhode Island         | Sheldon Whitehouse (D)   | Sheldon Whitehouse - 64,8% | Barry Hinckley - 35%           | Write-in - 0,2%                                                               | Sheldon Whitehouse (D)                                                                                            |                        |                      |
| Tennessee            |                          | Bob Corker (R)             | Mark Clayton - 30,4%           | Bob Corker - 64,9%                                                            | Martin Pleasant (V) - 1,7% Shaun Crowell (L) - 0,9% Kermit Steck (C) - 0,8%                                       |                        | Bob Corker (R)       |
| Texas                | Kay Bailey Hutchison (R) | Paul Sadler - 40,7%        | Ted Cruz - 56,5%               | John Jay Myers (L) - 2,1% David Collins (V) - 0,9%                            | Ted Cruz (R) |                        |                      |
| Utah                 | Orrin Hatch (R)          | Scott Howell - 30,0%       | Orrin Hatch - 65,3%            | Shaun Lynn McCausland (C) - 3,2% Daniel Geery - 0,8%                          | Orrin Hatch (R)                                                                                                   |                        |                      |
| Vermont              |                          | Bernie Sanders (I)         | -                              | John MacGovern - 24,9%                                                        | Bernie Sanders (I) - 71% Cris Ericson - 2,0% Pete Diamondstone - 0,9% Peter Moss - 0,8% Laurel LaFramboise - 0,3% |                        | Bernie Sanders (I)   |
| Virginia             |                          | Jim Webb (D)               | Tim Kaine - 52,9%              | George Allen - 47,0%                                                          | Write-in - 0,2%                                                                                                   |                        | Tim Kaine (D)        |
| Virginia Occidentale | Joe Manchin (D)          | Joe Manchin - 60,6%        | John Raese - 36,5%             | Bob Henry Baber - 3,0%                                                        | Joe Manchin (D)                                                                                                   |                        |                      |
| Washington           | Maria Cantwell (D)       | Maria Cantwell - 60,5%     | Michael Baumgartner - 39,5%    |                                                                               | Maria Cantwell (D)                                                                                                |                        |                      |
| Wisconsin            | Herb Kohl (D)            | Tammy Baldwin - 51,4%      | Tommy Thompson - 45,9%         | Joseph Kexel - 2,1% Nimrod Y U Allen II - 0,6% Write-in - 0,1%                | Tammy Baldwin (D)                                                                                                 |                        |                      |
| Wyoming              |                          | John Barrasso (R)          | Tim Chesnut - 21,7%            | John Barrasso - 75,7%                                                         | Joel Otto - 2,5% Write-in - 2,0%                                                                                  |                        | John Barrasso (R)    |

## Camera dei rappresentanti
Prima delle elezioni, la Camera dei rappresentanti era controllata dai Repubblicani, con una maggioranza di 242 deputati a 193; i Democratici avevano quindi bisogno, per riottenere la maggioranza, di conquistare 27 seggi. I deputati eletti iniziarono il loro mandato il 3 gennaio 2013, per concluderlo il 3 gennaio 2015.
I Democratici incrementarono i loro seggi alla Camera di 8 unità, vincendo 17 seggi precedentemente in mano ai Repubblicani (California 7, California 26, California 36, California 52, Florida 18, Florida 26, Illinois 8, Illinois 10, Illinois 11, Illinois 17, Maryland 6, Minnesota 8, New Hampshire 1, New Hampshire 2, New York 18, New York 24, Texas 23) e perdendone 9 (Arkansas 4, Indiana 2, Kentucky 6, New York 27, Carolina del nord 8, Carolina del nord 11, Carolina del nord 13, Oklahoma 2, Pennsylvania 12). La maggioranza rimase quindi in mano ai Repubblicani.

### Livello federale
| Partiti                                          | Partiti      | Voti        | Voti   | Voti    | Seggi | Seggi | Seggi   | Seggi  |
| Partiti                                          | Partiti      | Voti        | %      | Var.    | 2010  | 2012  | +/−     | %      |
| ------------------------------------------------ | ------------ | ----------- | ------ | ------- | ----- | ----- | ------- | ------ |
|                                                  | Repubblicano | 58 283 314  | 47,7%  | 4,0%    | 242   | 234   | 8       | 53,8%  |
|                                                  | Democratico  | 59 645 531  | 48,8%  | 3,9%    | 193   | 201   | 8       | 46,2%  |
|                                                  | Libertario   | 1 360 925   | 1,1%   | 0,1%    | -     | -     | -       | -      |
|                                                  | Indipendenti | 1 240 672   | 1,0%   | 0,4%    | -     | -     | -       | -      |
|                                                  | Verde        | 373 455     | 0,3%   | Stabile | -     | -     | -       | -      |
|                                                  | Costituzione | 111 576     | 0,1%   | 0,1%    | -     | -     | -       | -      |
|                                                  | Riforma      | 70 682      | 0,1%   | 0,1%    | -     | -     | -       | -      |
|                                                  | Altri        | 1 205 344   | 1,0%   | 0,1%    | -     | -     | -       | -      |
| Totale                                           | Totale       | 122 291 499 | 100,0% | -       | 435   | 435   | Stabile | 100,0% |
| Fonte: Election Statistics - Office of the Clerk |              |             |        |         |       |       |         |        |

### Dettaglio per stato
| Stato                | Seggi totali | Democratici | Democratici | Repubblicani | Repubblicani |
| Stato                | Seggi totali | Seggi       | Var.        | Seggi        | Var.         |
| -------------------- | ------------ | ----------- | ----------- | ------------ | ------------ |
| Alabama              | 7            | 1           | Stabile     | 6            | Stabile      |
| Alaska               | 1            | 0           | Stabile     | 1            | Stabile      |
| Arizona              | 9            | 5           | 2           | 4            | 1            |
| Arkansas             | 4            | 0           | 1           | 4            | 1            |
| California           | 53           | 38          | 4           | 15           | 4            |
| Carolina del Nord    | 13           | 4           | 3           | 9            | 3            |
| Carolina del Sud     | 7            | 1           | Stabile     | 6            | 1            |
| Colorado             | 7            | 3           | Stabile     | 4            | Stabile      |
| Connecticut          | 5            | 5           | Stabile     | 0            | Stabile      |
| Dakota del Nord      | 1            | 0           | Stabile     | 1            | Stabile      |
| Dakota del Sud       | 1            | 0           | Stabile     | 1            | Stabile      |
| Delaware             | 1            | 1           | Stabile     | 0            | Stabile      |
| Florida              | 27           | 10          | 4           | 17           | 2            |
| Georgia              | 14           | 5           | Stabile     | 9            | 1            |
| Hawaii               | 2            | 2           | Stabile     | 0            | Stabile      |
| Idaho                | 2            | 0           | Stabile     | 2            | Stabile      |
| Illinois             | 18           | 12          | 4           | 6            | 5            |
| Indiana              | 9            | 2           | 1           | 7            | 1            |
| Iowa                 | 4            | 2           | 1           | 2            | Stabile      |
| Kansas               | 4            | 0           | Stabile     | 4            | Stabile      |
| Kentucky             | 6            | 1           | 1           | 5            | 1            |
| Louisiana            | 6            | 1           | Stabile     | 5            | 1            |
| Maine                | 2            | 2           | Stabile     | 0            | Stabile      |
| Maryland             | 8            | 7           | 1           | 1            | 1            |
| Massachusetts        | 9            | 9           | 1           | 0            | Stabile      |
| Michigan             | 14           | 5           | 1           | 9            | Stabile      |
| Minnesota            | 8            | 5           | 1           | 3            | 1            |
| Mississippi          | 4            | 1           | Stabile     | 3            | Stabile      |
| Missouri             | 8            | 2           | Stabile     | 6            | 1            |
| Montana              | 1            | 0           | Stabile     | 1            | Stabile      |
| Nebraska             | 3            | 0           | Stabile     | 3            | Stabile      |
| Nevada               | 4            | 2           | Aumento     | 2            | Stabile      |
| New Hampshire        | 2            | 2           | 2           | 0            | 2            |
| New Jersey           | 12           | 6           | 1           | 6            | Stabile      |
| New York             | 27           | 21          | 2           | 6            | Stabile      |
| Nuovo Messico        | 3            | 2           | Stabile     | 1            | Stabile      |
| Ohio                 | 16           | 4           | 1           | 12           | 1            |
| Oklahoma             | 5            | 0           | 1           | 5            | 1            |
| Oregon               | 5            | 4           | Stabile     | 1            | Stabile      |
| Pennsylvania         | 18           | 5           | 2           | 13           | 1            |
| Rhode Island         | 2            | 2           | Stabile     | 0            | Stabile      |
| Tennessee            | 9            | 2           | Stabile     | 7            | Stabile      |
| Texas                | 36           | 12          | 3           | 24           | 1            |
| Utah                 | 4            | 1           | Stabile     | 3            | 1            |
| Vermont              | 1            | 1           | Stabile     | 0            | Stabile      |
| Virginia             | 11           | 3           | Stabile     | 8            | Stabile      |
| Virginia Occidentale | 3            | 1           | Stabile     | 2            | Stabile      |
| Washington           | 10           | 6           | 1           | 4            | Stabile      |
| Wisconsin            | 8            | 3           | Stabile     | 5            | Stabile      |
| Wyoming              | 1            | 0           | Stabile     | 1            | Stabile      |
| Totale               | 435          | 201         | 8           | 234          | 8            |

### Dettaglio per distretto
| Stato                | Distretto | Deputato uscente           | Deputato uscente                               | Democratici                                         | Repubblicani                                                                                     | Altri                                                                                           | Deputato eletto              | Deputato eletto             |
| -------------------- | --------- | -------------------------- | ---------------------------------------------- | --------------------------------------------------- | ------------------------------------------------------------------------------------------------ | ----------------------------------------------------------------------------------------------- | ---------------------------- | --------------------------- |
| Alabama              | 1         |                            | Jo Bonner (R)                                  | -                                                   | Jo Bonner - 97,9%                                                                                |                                                                                                 |                              | Jo Bonner (R)               |
| Alabama              | 2         | Martha Roby (R)            | Therese Ford - 36,3%                           | Martha Roby - 63,7%                                 |                                                                                                  | Martha Roby (R)                                                                                 |                              |                             |
| Alabama              | 3         | Mike Rogers (R)            | John Andrew Harris - 35,9%                     | Mike Rogers - 64,1%                                 |                                                                                                  | Mike Rogers (R)                                                                                 |                              |                             |
| Alabama              | 4         | Robert Aderholt (R)        | Daniel Boman - 26,0%                           | Robert Aderholt - 74,0%                             |                                                                                                  | Robert Aderholt (R)                                                                             |                              |                             |
| Alabama              | 5         | Mo Brooks (R)              | -                                              | Mo Brooks - 65,0%                                   | Charlie Holley - 35,0%                                                                           | Mo Brooks (R)                                                                                   |                              |                             |
| Alabama              | 6         | Spencer Bachus (R)         | Penny Bailey - 28,6%                           | Spencer Bachus - 71,4%                              |                                                                                                  | Gary Palmer (R)                                                                                 |                              |                             |
| Alabama              | 7         |                            | Terri Sewell (D)                               | Terri Sewell - 75,8%                                | Don Chamberlain - 24,2%                                                                          |                                                                                                 |                              | Terri Sewell (D)            |
| Alaska               | Unico     |                            | Don Young (R)                                  | Sharon Cissna - 28,4%                               | Don Young - 64,7%                                                                                | Jim C. McDermott (L) - 5,1% Ted Gianoutsos (I) - 1,9%                                           |                              | Don Young (R)               |
| Arizona              | 1         |                            | Nessuno                                        | Ann Kirkpatrick - 48,8%                             | Jonathan Paton - 45,1%                                                                           | Kim Allen (L) - 6,0%                                                                            |                              | Ann Kirkpatrick (D)         |
| Arizona              | 2         |                            | Ron Barber (D)                                 | Ron Barber - 50,4%                                  | Martha McSally - 49,6%                                                                           | Anthony Powell (L) - 0,02%                                                                      | Ron Barber (D)               |                             |
| Arizona              | 3         | Raúl Grijalva (D)          | Raúl Grijalva - 57,8%                          | Gabby Saucedo Mercer - 37,7%                        | Blanca Guerra (L) - 4,4%                                                                         | Raúl Grijalva (D)                                                                               |                              |                             |
| Arizona              | 4         |                            | Paul Gosar (R)                                 | Johnnie Robinson - 28,3%                            | Paul Gosar - 67,0%                                                                               | Joe Pamelia (L) - 3,7% Richard Grayson - 1,0%                                                   |                              | Paul Gosar (R)              |
| Arizona              | 5         | Jeff Flake (R)             | Spencer Morgan - 32,7%                         | Matt Salmon - 67,2%                                 |                                                                                                  | Matt Salmon (R)                                                                                 |                              |                             |
| Arizona              | 6         | David Schweikert (R)       | Matt Jette - 33,1%                             | David Schweikert - 61,7%                            | Jack Anderson (L) - 3,3% Mark Salazar (V) - 1,8%                                                 | David Schweikert (R)                                                                            |                              |                             |
| Arizona              | 7         |                            | Ed Pastor (D)                                  | Ed Pastor - 80,3%                                   | -                                                                                                | Joe Cobb (L) - 19,2%                                                                            |                              | Ed Pastor (D)               |
| Arizona              | 8         |                            | Trent Franks (R)                               | Gene Scharer - 34,8%                                | Trent Franks - 63,6%                                                                             | Stephen Dolgos - 1,5%                                                                           |                              | Trent Franks (R)            |
| Arizona              | 9         |                            | Nessuno                                        | Kyrsten Sinema - 48,5%                              | Vernon Parker - 44,8%                                                                            | Powell Gammill (L) - 6,6%                                                                       |                              | Kyrsten Sinema (D)          |
| Arkansas             | 1         |                            | Rick Crawford (R)                              | Scott Ellington - 39,0%                             | Rick Crawford - 56,4%                                                                            | Jessica Paxton - (L) 2,6% Jacob Holloway (V) - 2,0%                                             |                              | Rick Crawford (R)           |
| Arkansas             | 2         | Tim Griffin (R)            | Herb Rule - 39,5%                              | Tim Griffin - 55,2%                                 | Barbara Ward (V) - 3,0% Chris Hayes (L) - 2,3%                                                   | Tim Griffin (R)                                                                                 |                              |                             |
| Arkansas             | 3         | Steve Womack (R)           | -                                              | Steve Womack - 75,8%                                | Rebekah Kennedy (V) - 16,1% David Pangrac (L) - 8,1%                                             | Steve Womack (R)                                                                                |                              |                             |
| Arkansas             | 4         |                            | Mike Ross (D)                                  | Gene Jeffress - 36,7%                               | Tom Cotton - 59,5%                                                                               | Josh Drake (V) - 1,9% Bobby Tullis (L) - 1,0%                                                   | Tom Cotton (R)               |                             |
| California           | 1         |                            | Wally Herger (R)                               | Jim Reed - 42,1%                                    | Doug LaMalfa - 61,0%                                                                             |                                                                                                 | Doug LaMalfa (R)             |                             |
| California           | 2         |                            | Lynn Woolsey (D)                               | Jared Huffman - 70,1%                               | Daniel Roberts - 29,9%                                                                           |                                                                                                 |                              | Jared Huffman (D)           |
| California           | 3         | John Garamendi (D)         | John Garamendi - 53,7%                         | Kim Vann - 46,3%                                    |                                                                                                  | John Garamendi (D)                                                                              |                              |                             |
| California           | 4         |                            | Tom McClintock (R)                             | Jack Uppal - 38,9%                                  | Tom McClintock - 61,1%                                                                           |                                                                                                 |                              | Tom McClintock (R)          |
| California           | 5         |                            | Mike Thompson (D)                              | Mike Thompson - 74,1%                               | Randy Loftin - 25,9%                                                                             |                                                                                                 |                              | Mike Thompson (D)           |
| California           | 6         | Doris Matsui (D)           | Doris Matsui - 74,4%                           | Joseph McCray Sr. - 25,6%                           |                                                                                                  | Doris Matsui (D)                                                                                |                              |                             |
| California           | 7         |                            | Dan Lungren (R)                                | Ami Bera - 51,1%                                    | Dan Lungren - 48,9%                                                                              |                                                                                                 | Ami Bera (D)                 |                             |
| California           | 8         | Jerry Lewis (R)            | -                                              | Paul Cook - 57,6% Gregg Imus - 42,4%                |                                                                                                  |                                                                                                 | Paul Cook (R)                |                             |
| California           | 9         |                            | Jerry McNerney (D)                             | Jerry McNerney - 55,5%                              | Ricky Gill - 44,5%                                                                               |                                                                                                 |                              | Jerry McNerney (D)          |
| California           | 10        |                            | Jeff Denham (R)                                | José M. Hernández - 46,2%                           | Jeff Denham - 53,8%                                                                              |                                                                                                 |                              | Jeff Denham (R)             |
| California           | 11        |                            | George Miller (D)                              | George Miller - 69,1%                               | Virginia Fuller - 30,9%                                                                          |                                                                                                 |                              | George Miller (D)           |
| California           | 12        | Nancy Pelosi (D)           | Nancy Pelosi - 84,8%                           | John Dennis - 15,2%                                 |                                                                                                  | Nancy Pelosi (D)                                                                                |                              |                             |
| California           | 13        | Barbara Lee (D)            | Barbara Lee - 86,3%                            | -                                                   | Marilyn Singleton (I) - 13,7%                                                                    | Barbara Lee (D)                                                                                 |                              |                             |
| California           | 14        | Jackie Speier (D)          | Jackie Speier - 73,7%                          | Debbie Bacigalupi - 26,3%                           |                                                                                                  | Jackie Speier (D)                                                                               |                              |                             |
| California           | 15        | Pete Stark (D)             | Eric Swalwell - 53,0% Pete Stark - 47,0%       | -                                                   |                                                                                                  | Eric Swalwell (D)                                                                               |                              |                             |
| California           | 16        | Jim Costa (D)              | Jim Costa - 57,4%                              | Brian Whelan - 42,6%                                |                                                                                                  | Jim Costa (D)                                                                                   |                              |                             |
| California           | 17        | Mike Honda (D)             | Mike Honda - 73,3%                             | Evelyn Li - 26,7%                                   |                                                                                                  | Mike Honda (D)                                                                                  |                              |                             |
| California           | 18        | Anna Eshoo (D)             | Anna Eshoo - 70,0%                             | Dave Chapman - 30,0%                                |                                                                                                  | Anna Eshoo (D)                                                                                  |                              |                             |
| California           | 19        | Zoe Lofgren (D)            | Zoe Lofgren - 72,7%                            | Robert Murray - 27,3%                               |                                                                                                  | Zoe Lofgren (D)                                                                                 |                              |                             |
| California           | 20        | Sam Farr (D)               | Sam Farr - 72,9%                               | Jeff Taylor - 27,1%                                 |                                                                                                  | Sam Farr (D)                                                                                    |                              |                             |
| California           | 21        |                            | Nessuno                                        | John Hernandez - 40,1%                              | David Valadao - 59,9%                                                                            |                                                                                                 |                              | David Valadao (R)           |
| California           | 22        |                            | Devin Nunes (R)                                | Otto Lee - 36,9%                                    | Devin Nunes - 63,1%                                                                              |                                                                                                 | Devin Nunes (R)              |                             |
| California           | 23        | Kevin McCarthy (R)         | -                                              | Kevin McCarthy - 73,8%                              | Terry Phillips (I) - 26,2%                                                                       | Kevin McCarthy (R)                                                                              |                              |                             |
| California           | 24        |                            | Lois Capps (D)                                 | Lois Capps - 54,8%                                  | Abel Maldonado - 45,2%                                                                           |                                                                                                 |                              | Lois Capps (D)              |
| California           | 25        |                            | Howard McKeon (R)                              | Lee Rogers - 44,8%                                  | Howard McKeon - 55,2%                                                                            |                                                                                                 |                              | Howard McKeon (R)           |
| California           | 26        | Elton Gallegly (R)         | Julia Brownley - 51,7%                         | Tony Strickland - 48,3%                             |                                                                                                  |                                                                                                 | Julia Brownley (D)           |                             |
| California           | 27        |                            | Judy Chu (D)                                   | Judy Chu - 63,4%                                    | Jack Orswell - 36,6%                                                                             |                                                                                                 | Judy Chu (D)                 |                             |
| California           | 28        | Adam Schiff (D)            | Adam Schiff - 76,0%                            | Phil Jennerjahn - 24,0%                             |                                                                                                  | Adam Schiff (D)                                                                                 |                              |                             |
| California           | 29        |                            | Nessuno                                        | Tony Cardenas - 74,2%                               | -                                                                                                | David Hernandez (I) - 25,8%                                                                     | Tony Cardenas (D)            |                             |
| California           | 30        |                            | Brad Sherman (D)                               | Brad Sherman - 60,5% Howard Berman - 39,5%          | -                                                                                                |                                                                                                 | Brad Sherman (D)             |                             |
| California           | 31        |                            | Gary Miller (R)                                | -                                                   | Gary Miller - 55,2% Robert Dutton - 44,8%                                                        |                                                                                                 |                              | Gary Miller (R)             |
| California           | 32        |                            | Grace Napolitano (D)                           | Grace Napolitano - 65,4%                            | David Miller - 34,6%                                                                             |                                                                                                 |                              | Grace Napolitano (D)        |
| California           | 33        | Henry Waxman (D)           | Henry Waxman - 53,7%                           | -                                                   | Bill Bloomfield (I) - 46,3%                                                                      | Henry Waxman (D)                                                                                |                              |                             |
| California           | 34        | Xavier Becerra (D)         | Xavier Becerra - 85,6%                         | Stephen C. Smith - 14,4%                            |                                                                                                  | Xavier Becerra (D)                                                                              |                              |                             |
| California           | 35        | Gloria Negrete McLeod (D)  | Gloria Negrete McLeod - 55,7% Joe Baca - 44,3% | -                                                   |                                                                                                  | Gloria Negrete McLeod (D)                                                                       |                              |                             |
| California           | 36        |                            | Mary Bono Mack (R)                             | Raul Ruiz - 51,4%                                   | Mary Bono - 48,5%                                                                                |                                                                                                 | Raul Ruiz (D)                |                             |
| California           | 37        |                            | Karen Bass (D)                                 | Karen Bass - 86,4%                                  | Morgan Osborne - 13,6%                                                                           |                                                                                                 | Karen Bass (D)               |                             |
| California           | 38        | Linda Sánchez (D)          | Linda Sánchez - 67,1%                          | Benjamin Campos - 32,9%                             |                                                                                                  | Linda Sánchez (D)                                                                               |                              |                             |
| California           | 39        |                            | Ed Royce (R)                                   | Jay Chen - 40,8%                                    | Ed Royce - 59,2%                                                                                 |                                                                                                 |                              | Ed Royce (R)                |
| California           | 40        |                            | Lucille Roybal-Allard (D)                      | Lucille Roybal-Allard - 59,4% David Sanchez - 40,6% | -                                                                                                | -                                                                                               |                              | Lucille Roybal-Allard (D)   |
| California           | 41        |                            | Nessuno                                        | Mark Takano - 56,4%                                 | John Tavaglione - 43,6%                                                                          |                                                                                                 | Mark Takano (D)              |                             |
| California           | 42        |                            | Ken Calvert (R)                                | Michael Williamson - 38,6%                          | Ken Calvert - 61,4%                                                                              |                                                                                                 |                              | Ken Calvert (R)             |
| California           | 43        |                            | Maxine Waters (D)                              | Maxine Waters - 70,6% Bob Flores - 29,4%            | -                                                                                                |                                                                                                 |                              | Maxine Waters (D)           |
| California           | 44        | Janice Hahn (D)            | Janice Hahn - 60,0% Laura Richardson - 40,0%   | -                                                   |                                                                                                  | Janice Hahn (D)                                                                                 |                              |                             |
| California           | 45        |                            | John B. T. Campbell III (R)                    | Sukhee Kang - 40,7%                                 | John B. T. Campbell III - 59,3%                                                                  |                                                                                                 |                              | John B. T. Campbell III (R) |
| California           | 46        |                            | Loretta Sanchez (D)                            | Loretta Sanchez - 60,6%                             | Jerry Hayden - 39,4%                                                                             |                                                                                                 |                              | Loretta Sanchez (D)         |
| California           | 47        |                            | Nessuno                                        | Alan Lowenthal - 56,6%                              | Gary DeLong - 43,4%                                                                              |                                                                                                 | Alan Lowenthal (D)           |                             |
| California           | 48        |                            | Dana Rohrabacher (R)                           | Ron Varasteh - 38,4%                                | Dana Rohrabacher - 61,6%                                                                         |                                                                                                 |                              | Dana Rohrabacher (R)        |
| California           | 49        | Darrell Issa (R)           | Jerry Tetalman - 41,1%                         | Darrell Issa - 58,9%                                |                                                                                                  | Darrell Issa (R)                                                                                |                              |                             |
| California           | 50        | Duncan D. Hunter (R)       | David B. Secor - 31,6%                         | Duncan D. Hunter - 68,4%                            |                                                                                                  | Duncan D. Hunter (R)                                                                            |                              |                             |
| California           | 51        |                            | Bob Filner (D)                                 | Juan Vargas - 69,9%                                 | Michael Crimmins - 30,1%                                                                         |                                                                                                 |                              | Juan Vargas (D)             |
| California           | 52        |                            | Brian Bilbray (R)                              | Scott Peters - 51,1%                                | Brian Bilbray - 48,8%                                                                            |                                                                                                 | Scott Peters (D)             |                             |
| California           | 53        |                            | Susan Davis (D)                                | Susan Davis - 60,4%                                 | Nick Popaditch - 39,62%                                                                          |                                                                                                 | Susan Davis (D)              |                             |
| Carolina del Nord    | 1         | G. K. Butterfield (D)      | G. K. Butterfield - 75,2%                      | Pete DiLauro - 23,0%                                | Darryl Holloman (L) - 1,8%                                                                       | G. K. Butterfield (D)                                                                           |                              |                             |
| Carolina del Nord    | 2         |                            | Renee Ellmers (R)                              | Steve Wilkins - 41,4%                               | Renee Ellmers - 55,9%                                                                            | Brian Irving (L) - 2,7%                                                                         |                              | Renee Ellmers (R)           |
| Carolina del Nord    | 3         | Walter B. Jones (R)        | Erik Anderson - 36,8%                          | Walter Jones - 63,2%                                |                                                                                                  | Walter Jones (R)                                                                                |                              |                             |
| Carolina del Nord    | 4         |                            | David Price (D)                                | David Price - 74,4%                                 | Tim D'Annunzio - 25,6%                                                                           |                                                                                                 |                              | David Price (D)             |
| Carolina del Nord    | 5         |                            | Virginia Foxx (R)                              | Elisabeth Motsinger - 42,5%                         | Virginia Foxx - 57,5%                                                                            |                                                                                                 |                              | Virginia Foxx (R)           |
| Carolina del Nord    | 6         | Howard Coble (R)           | Tony Foriest - 39,1%                           | Howard Coble - 60,9%                                |                                                                                                  | Howard Coble (R)                                                                                |                              |                             |
| Carolina del Nord    | 7         |                            | Mike McIntyre (D)                              | David Rouzer - 49,9%                                | Mike McIntyre - 50,1%                                                                            | J. Wesley Casteen (L) - 3,5%                                                                    | Mike McIntyre (R)            |                             |
| Carolina del Nord    | 8         | Larry Kissell (D)          | Larry Kissell - 45,9%                          | Richard Hudson - 54,1%                              |                                                                                                  | Richard Hudson (R)                                                                              |                              |                             |
| Carolina del Nord    | 9         |                            | Sue Wilkins Myrick (R)                         | Jennifer Roberts - 45,7%                            | Robert Pittenger - 51,8%                                                                         | Curtis Campbell (L) - 2,6%                                                                      | Robert Pittenger (R)         |                             |
| Carolina del Nord    | 10        | Patrick McHenry (R)        | Patsy Keever - 43,0%                           | Patrick McHenry - 57,0%                             |                                                                                                  | Patrick McHenry (R)                                                                             |                              |                             |
| Carolina del Nord    | 11        | Heath Shuler (R)           | Hayden Rogers - 42,6%                          | Mark Meadows - 57,4%                                |                                                                                                  | Mark Meadows (R)                                                                                |                              |                             |
| Carolina del Nord    | 12        |                            | Mel Watt (D)                                   | Mel Watt - 79,7%                                    | Jack Brosch - 20,3%                                                                              |                                                                                                 |                              | Mel Watt (D)                |
| Carolina del Nord    | 13        | Brad Miller (D)            | Charles Malone - 42,9%                         | George Holding - 57,1%                              |                                                                                                  |                                                                                                 | George Holding (R)           |                             |
| Carolina del Sud     | 1         |                            | Tim Scott (R)                                  | Bobbie Rose - 35,4%                                 | Tim Scott - 62,4%                                                                                | Keith Blandford (L) - 2,2%                                                                      | Tim Scott (R)                |                             |
| Carolina del Sud     | 2         | Joe Wilson (R)             | -                                              | Joe Wilson - 96,3%                                  |                                                                                                  | Joe Wilson (R)                                                                                  |                              |                             |
| Carolina del Sud     | 3         | Jeff Duncan (R)            | Brian Doyle - 33,3%                            | Jeff Duncan - 66,7%                                 |                                                                                                  | Jeff Duncan (R)                                                                                 |                              |                             |
| Carolina del Sud     | 4         | Trey Gowdy (R)             | Deb Morrow - 22,8%                             | Trey Gowdy - 65,0%                                  | Jeff Sumerel (V) - 1,3%                                                                          | Trey Gowdy (R)                                                                                  |                              |                             |
| Carolina del Sud     | 5         | Mick Mulvaney (R)          | Joyce Knott - 44,4%                            | Mick Mulvaney - 55,6%                               |                                                                                                  | Mick Mulvaney (R)                                                                               |                              |                             |
| Carolina del Sud     | 6         |                            | Jim Clyburn (D)                                | Jim Clyburn - 94,4%                                 | -                                                                                                | Nammu Muhammad (V) - 5,6%                                                                       |                              | Jim Clyburn (D)             |
| Carolina del Sud     | 7         |                            | Nessuno                                        | Gloria Tinubu - 45,1%                               | Tom Rice - 54,9%                                                                                 |                                                                                                 |                              | Tom Rice (R)                |
| Colorado             | 1         |                            | Diana DeGette (D)                              | Diana DeGette - 68,1%                               | Danny Stroud - 27,0%                                                                             | Frank Atwood (L) - 3,5% Gary Swing (V) - 1,3%                                                   |                              | Diana DeGette (D)           |
| Colorado             | 2         | Jared Polis (D)            | Jared Polis - 56,0%                            | Kevin Lundberg - 38,6%                              | Randy Luallin (L) - 3,2% Randy Luallin (V) - 2,4%                                                | Jared Polis (D)                                                                                 |                              |                             |
| Colorado             | 3         |                            | Scott Tipton (R)                               | Sal Pace - 41,1%                                    | Scott Tipton - 53,6%                                                                             | Tisha Casida (I) - 3,2% Gregory Gilman (L) - 2,3%                                               |                              | Scott Tipton (R)            |
| Colorado             | 4         | Cory Gardner (R)           | Brandon Shaffer - 36,7%                        | Cory Gardner - 58,6%                                | Josh Gilliland (L) - 3,0% Doug Aden - 1,7%                                                       | Cory Gardner (R)                                                                                |                              |                             |
| Colorado             | 5         | Doug Lamborn (R)           | -                                              | Doug Lamborn - 65,3%                                | Dave Anderson (I) - 17,4% Jim Pirtle (L) - 7,3% Misha Luzov (V) - 5,9% Ken Harvell - 4,2%        | Doug Lamborn (R)                                                                                |                              |                             |
| Colorado             | 6         | Mike Coffman (R)           | Joe Miklosi - 45,1%                            | Mike Coffman - 48,7%                                | Kathy Polhemus (I) - 3,9% Patrick Provost (L) - 2,4%                                             | Mike Coffman (R)                                                                                |                              |                             |
| Colorado             | 7         |                            | Ed Perlmutter (D)                              | Ed Perlmutter - 53,3%                               | Joe Coors Jr. - 41,2%                                                                            | Doug Campbell - 3,0% Buck Bailey (L) - 2,6%                                                     |                              | Ed Perlmutter (D)           |
| Connecticut          | 1         | John Larson (D)            | John Larson - 69,6%                            | John Henry Decker - 27,8%                           | Mike DeRosa (V) - 1,8% Matthew Corey (I) - 0,8%                                                  | John Larson (D)                                                                                 |                              |                             |
| Connecticut          | 2         | Joe Courtney (D)           | Joe Courtney - 68,3%                           | Paul Formica - 29,3%                                | Colin D. Bennett (V) - 1,2% Dan Reale (L) - 1,2%                                                 | Joe Courtney (D)                                                                                |                              |                             |
| Connecticut          | 3         | Rosa DeLauro (D)           | Rosa DeLauro - 74,6%                           | Wayne Winsley - 25,4%                               |                                                                                                  | Rosa DeLauro (D)                                                                                |                              |                             |
| Connecticut          | 4         | Jim Himes (D)              | Jim Himes - 59,8%                              | Steve Obsitnik - 40,2%                              |                                                                                                  | Jim Himes (D)                                                                                   |                              |                             |
| Connecticut          | 5         | Chris Murphy (D)           | Elizabeth Esty - 51,5%                         | Andrew Roraback - 48,5%                             |                                                                                                  | Elizabeth Esty (D)                                                                              |                              |                             |
| Dakota del Nord      | Unico     |                            | Rick Berg (R)                                  | Pam Gulleson - 41,8%                                | Kevin Cramer - 55,0%                                                                             | Eric Olson (L) - 3,2%                                                                           |                              | Kevin Cramer (R)            |
| Dakota del Sud       | Unico     | Kristi Noem (R)            | Matt Varilek - 42,5%                           | Kristi Noem - 57,5%                                 |                                                                                                  | Kristi Noem (R)                                                                                 |                              |                             |
| Delaware             | Unico     |                            | John Carney (D)                                | John Carney - 64,4%                                 | Tom Kovach - 33,4%                                                                               | Bernard August (V) - 1,1% Scott Gesty (L) - 1,1%                                                |                              | John Carney (D)             |
| Florida              | 1         |                            | Jeff Miller (R)                                | Jim Bryan - 27,1%                                   | Jeff Miller - 69,6%                                                                              | Calen Fretts (L) - 3,3%                                                                         |                              | Jeff Miller (R)             |
| Florida              | 2         | Steve Southerland (R)      | Al Lawson - 47,3%                              | Steve Southerland - 52,7%                           | Rob Lapham (L) - 2,7%                                                                            | Steve Southerland (R)                                                                           |                              |                             |
| Florida              | 3         | Cliff Stearns (R)          | J. R. Gaillot Jr. - 32,5%                      | Ted Yoho - 64,7%                                    | Phil Dodds (I) - 2,8%                                                                            | Ted Yoho (R)                                                                                    |                              |                             |
| Florida              | 4         | Ander Crenshaw (R)         | -                                              | Ander Crenshaw - 76,1%                              | Jim Klauder (I) - 23,9%                                                                          | Ander Crenshaw (R)                                                                              |                              |                             |
| Florida              | 5         |                            | Corrine Brown (D)                              | Corrine Brown - 70,8%                               | LeAnne Kolb - 26,3%                                                                              | Eileen Fleming (I) - 3,0%                                                                       |                              | Corrine Brown (D)           |
| Florida              | 6         |                            | Nessuno                                        | Heather Beaven - 42,8%                              | Ron DeSantis - 57,2%                                                                             |                                                                                                 |                              | Ron DeSantis (R)            |
| Florida              | 7         |                            | John Mica (R)                                  | Jason Kendall - 41,3%                               | John Mica - 58,7%                                                                                |                                                                                                 | John Mica (R)                |                             |
| Florida              | 8         | Bill Posey (R)             | Shannon Roberts - 37,5%                        | Bill Posey - 58,9%                                  | Richard Gillmor (I) - 3,6%                                                                       | Bill Posey (R)                                                                                  |                              |                             |
| Florida              | 9         |                            | Nessuno                                        | Alan Grayson - 62,5%                                | Todd Long - 37,5%                                                                                |                                                                                                 |                              | Alan Grayson (D)            |
| Florida              | 10        |                            | Daniel Webster (R)                             | Val Demings - 48,2%                                 | Daniel Webster - 51,8%                                                                           |                                                                                                 |                              | Daniel Webster (R)          |
| Florida              | 11        | Rich Nugent (R)            | Dave Werder - 35,5%                            | Rich Nugent - 64,5%                                 |                                                                                                  | Rich Nugent (R)                                                                                 |                              |                             |
| Florida              | 12        | Gus Bilirakis (R)          | Jonathan Michael Snow - 32,9%                  | Gus Bilirakis - 63,5%                               | John Russell (I) - 2,1% Paul Elliot (I) - 1,5%                                                   | Gus Bilirakis (R)                                                                               |                              |                             |
| Florida              | 13        | Bill Young (R)             | Jessica Ehrlich - 42,4%                        | Bill Young - 57,6%                                  |                                                                                                  | Bill Young (R)                                                                                  |                              |                             |
| Florida              | 14        |                            | Kathy Castor (D)                               | Kathy Castor - 70,2%                                | E. J. Otero - 29,8%                                                                              |                                                                                                 |                              | Kathy Castor (D)            |
| Florida              | 15        |                            | Dennis Ross (R)                                | -                                                   | Dennis Ross                                                                                      |                                                                                                 |                              | Dennis Ross (R)             |
| Florida              | 16        | Vern Buchanan (R)          | Keith Fitzgerald - 46,4%                       | Vern Buchanan - 53,6%                               |                                                                                                  | Vern Buchanan (R)                                                                               |                              |                             |
| Florida              | 17        | Tom Rooney (R)             | Will Bronson - 41,3%                           | Tom Rooney - 58,7%                                  | John Sawyer (I) - 3,9%                                                                           | Tom Rooney (R)                                                                                  |                              |                             |
| Florida              | 18        | Allen West (R)             | Patrick Murphy - 50,2%                         | Allen West - 49,8%                                  |                                                                                                  |                                                                                                 | Patrick Murphy (D)           |                             |
| Florida              | 19        | Connie Mack IV (R)         | James Roach - 35,8%                            | Trey Radel - 62,0%                                  | Brandon Smith (I) - 2,2%                                                                         |                                                                                                 | Trey Radel (R)               |                             |
| Florida              | 20        |                            | Alcee Hastings (D)                             | Alcee Hastings - 88,0%                              | -                                                                                                | Randall Terry - 12,0%                                                                           |                              | Alcee Hastings (D)          |
| Florida              | 21        | Ted Deutch (D)             | Ted Deutch - 77,7%                             | -                                                   | Mike Trout - 13,3% Cesar Henao (I) - 8,9%                                                        | Ted Deutch (D)                                                                                  |                              |                             |
| Florida              | 22        |                            | Nessuno                                        | Lois Frankel - 58,0%                                | Adam Hasner - 45,4%                                                                              |                                                                                                 | Lois Frankel (D)             |                             |
| Florida              | 23        |                            | Debbie Wasserman Schultz (D)                   | Debbie Wasserman Schultz - 63,3%                    | Karen Harrington - 35,6%                                                                         | Ilya Katz (I) - 1,1%                                                                            | Debbie Wasserman Schultz (D) |                             |
| Florida              | 24        | Frederica Wilson (D)       | Frederica Wilson                               | -                                                   |                                                                                                  | Frederica Wilson (D)                                                                            |                              |                             |
| Florida              | 25        |                            | Mario Díaz-Balart (R)                          | -                                                   | Mario Díaz-Balart - 75,7%                                                                        | Stanley Blumenthal (I) - 15,8% VoteForEddie.com (I) - 8,5%                                      |                              | Mario Díaz-Balart (R)       |
| Florida              | 26        | David Rivera (R)           | Joe Garcia - 53,5%                             | David Rivera - 43,0%                                | Angel Fernandez (I) - 2,3% Jose Peixoto (I) - 1,1%                                               |                                                                                                 | Joe Garcia (D)               |                             |
| Florida              | 27        | Ileana Ros-Lehtinen (R)    | Manny Yevancy - 36,9%                          | Ileana Ros-Lehtinen - 60,2%                         | Thomas Cruz-Wiggins (I) - 2,9%                                                                   |                                                                                                 | Ileana Ros-Lehtinen (R)      |                             |
| Georgia              | 1         | Jack Kingston (R)          | Lesli Messinger - 37,0%                        | Jack Kingston - 63,0%                               |                                                                                                  | Jack Kingston (R)                                                                               |                              |                             |
| Georgia              | 2         |                            | Sanford Bishop (D)                             | Sanford Bishop - 63,8%                              | John House - 36,2%                                                                               |                                                                                                 |                              | Sanford Bishop (D)          |
| Georgia              | 3         |                            | Lynn Westmoreland (R)                          | -                                                   | Lynn Westmoreland                                                                                |                                                                                                 |                              | Lynn Westmoreland (R)       |
| Georgia              | 4         |                            | Hank Johnson (D)                               | Hank Johnson - 73,6%                                | J. Chris Vaughn - 26,4%                                                                          |                                                                                                 |                              | Hank Johnson (D)            |
| Georgia              | 5         | John Lewis (D)             | John Lewis - 84,3%                             | Howard Stopeck - 15,7%                              |                                                                                                  | John Lewis (D)                                                                                  |                              |                             |
| Georgia              | 6         |                            | Tom Price (R)                                  | Jeff Kazanow - 35,4%                                | Tom Price - 64,6%                                                                                |                                                                                                 |                              | Tom Price (R)               |
| Georgia              | 7         | Rob Woodall (R)            | Steve Reilly - 37,8%                           | Rob Woodall - 62,2%                                 |                                                                                                  | Rob Woodall (R)                                                                                 |                              |                             |
| Georgia              | 8         | Austin Scott (R)           | -                                              | Austin Scott                                        |                                                                                                  | Austin Scott (R)                                                                                |                              |                             |
| Georgia              | 9         |                            | Nessuno                                        | Jody Cooley - 23,8%                                 | Doug Collins - 76,2%                                                                             |                                                                                                 | Doug Collins (R)             |                             |
| Georgia              | 10        |                            | Paul Broun (R)                                 | -                                                   | Paul Broun                                                                                       |                                                                                                 | Paul Broun (R)               |                             |
| Georgia              | 11        | Phil Gingrey (R)           | Patrick Thompson - 31,4%                       | Phil Gingrey - 68,6%                                |                                                                                                  | Phil Gingrey (R)                                                                                |                              |                             |
| Georgia              | 12        | John Barrow (R)            | John Barrow - 53,7%                            | Lee Anderson - 47,3%                                |                                                                                                  | John Barrow (R)                                                                                 |                              |                             |
| Georgia              | 13        |                            | David Scott (D)                                | David Scott - 71,7%                                 | Shahid Malik - 28,3%                                                                             |                                                                                                 |                              | David Scott (D)             |
| Georgia              | 14        |                            | Tom Graves (R)                                 | Daniel Grant - 27,0%                                | Tom Graves - 73,0%                                                                               |                                                                                                 |                              | Tom Graves (R)              |
| Hawaii               | 1         |                            | Colleen Hanabusa (D)                           | Mark Takai - 54,6%                                  | Charles Djou - 45,3%                                                                             |                                                                                                 |                              | Mark Takai (D)              |
| Hawaii               | 2         | Mazie Hirono (D)           | Tulsi Gabbard - 80,6%                          | Kawika Crowley - 19,4%                              | Joe Kent (L) - 2,5%                                                                              | Tulsi Gabbard (D)                                                                               |                              |                             |
| Idaho                | 1         |                            | Raúl Labrador (R)                              | Jimmy Farris - 30,8%                                | Raúl Labrador - 63,0%                                                                            | Rob Oates (L) - 3,9% Pro-Life (I) - 2,4%                                                        |                              | Raúl Labrador (R)           |
| Idaho                | 2         | Mike Simpson (R)           | Nicole LeFavour - 34,8%                        | Mike Simpson - 65,2%                                |                                                                                                  | Mike Simpson (R)                                                                                |                              |                             |
| Illinois             | 1         |                            | Bobby Rush (D)                                 | Bobby Rush - 73,9%                                  | Donald Peloquin - 26,1%                                                                          |                                                                                                 |                              | Bobby Rush (D)              |
| Illinois             | 2         | Jesse Jackson, Jr. (D)     | Jesse Jackson, Jr. - 62,1%                     | Brian Woodworth - 23,4%                             | Marcus Lewis (I) - 1,3%                                                                          | Jesse Jackson, Jr. (D)                                                                          |                              |                             |
| Illinois             | 3         | Dan Lipinski (D)           | Dan Lipinski - 68,5%                           | Richard Grabowski - 31,5%                           |                                                                                                  | Dan Lipinski (D)                                                                                |                              |                             |
| Illinois             | 4         | Luis Gutiérrez (D)         | Luis Gutiérrez - 83,3%                         | Hector Concepcion - 16,7%                           |                                                                                                  | Luis Gutiérrez (D)                                                                              |                              |                             |
| Illinois             | 5         | Michael Quigley (D)        | Mike Quigley - 65,6%                           | Dan Schmitt - 28,7%                                 | Nancy Wade (V) - 5,7%                                                                            | Mike Quigley (D)                                                                                |                              |                             |
| Illinois             | 6         |                            | Peter Roskam (R)                               | Leslie Coolidge - 40,8%                             | Peter Roskam - 59,2%                                                                             |                                                                                                 |                              | Peter Roskam (R)            |
| Illinois             | 7         |                            | Danny Davis (D)                                | Danny Davis - 84,6%                                 | Rita Zak - 11,0%                                                                                 | John Monaghan (I) - 4,4%                                                                        |                              | Danny Davis (D)             |
| Illinois             | 8         |                            | Joe Walsh (R)                                  | Tammy Duckworth - 54,7%                             | Joe Walsh - 45,3%                                                                                |                                                                                                 | Tammy Duckworth (D)          |                             |
| Illinois             | 9         |                            | Jan Schakowsky (D)                             | Jan Schakowsky - 66,1%                              | Tim Wolfe - 33,9%                                                                                |                                                                                                 | Jan Schakowsky (D)           |                             |
| Illinois             | 10        |                            | Robert Dold (R)                                | Brad Schneider - 50,5%                              | Robert Dold - 49,5%                                                                              |                                                                                                 | Brad Schneider (R)           |                             |
| Illinois             | 11        | Judy Biggert (R)           | Bill Foster - 58,1%                            | Judy Biggert - 48,9%                                |                                                                                                  | Bill Foster (D)                                                                                 |                              |                             |
| Illinois             | 12        |                            | Jerry Costello (D)                             | William Enyart - 51,5%                              | Jason Plummer - 42,9%                                                                            | Paula Bradshaw (V) - 5,6%                                                                       | William Enyart (D)           |                             |
| Illinois             | 13        |                            | Timothy V. Johnson (R)                         | David Gill - 46,2%                                  | Rodney Davis - 46,6%                                                                             | John Hartman (I) - 7,2%                                                                         |                              | Rodney Davis (R)            |
| Illinois             | 14        | Randy Hultgren (R)         | Dennis Anderson - 41,2%                        | Randy Hultgren - 58,8%                              |                                                                                                  | Randy Hultgren (R)                                                                              |                              |                             |
| Illinois             | 15        | John Shimkus (R)           | Angela Michael - 31,1%                         | John Shimkus - 68,9%                                |                                                                                                  | John Shimkus (R)                                                                                |                              |                             |
| Illinois             | 16        | Adam Kinzinger (R)         | Randall Olsen - 29,4%                          | Adam Kinzinger - 70,6%                              |                                                                                                  | Adam Kinzinger (R)                                                                              |                              |                             |
| Illinois             | 17        |                            | Bobby Schilling (D)                            | Cheri Bustos - 53,3%                                | Bobby Schilling - 46,7%                                                                          |                                                                                                 |                              | Cheri Bustos (D)            |
| Illinois             | 18        |                            | Aaron Schock (R)                               | Steve Waterworth - 25,8%                            | Aaron Schock - 74,2%                                                                             |                                                                                                 |                              | Aaron Schock (R)            |
| Indiana              | 1         |                            | Pete Visclosky (D)                             | Pete Visclosky - 67,3%                              | Joel Phelps - 32,7%                                                                              | Donna Dunn (L) - 3,3%                                                                           |                              | Pete Visclosky (D)          |
| Indiana              | 2         | Joe Donnelly (D)           | Brendan Mullen - 47,6%                         | Jackie Walorski - 49,0%                             | Joe Ruiz (L) - 3,4%                                                                              |                                                                                                 | Jackie Walorski (R)          |                             |
| Indiana              | 3         |                            | Marlin Stutzman (R)                            | Kevin Boyd - 32,9%                                  | Marlin Stutzman - 67,1%                                                                          |                                                                                                 | Marlin Stutzman (R)          |                             |
| Indiana              | 4         | Todd Rokita (R)            | Tara Nelson - 34,2%                            | Todd Rokita - 61,9%                                 | Benjamin Gehlhausen (L) - 3,9%                                                                   | Todd Rokita (R)                                                                                 |                              |                             |
| Indiana              | 5         | Dan Burton (R)             | Scott Reske - 37,6%                            | Susan Brooks - 58,4%                                | Chard Reid (L) - 4,0%                                                                            | Susan Brooks (R)                                                                                |                              |                             |
| Indiana              | 6         | Mike Pence (R)             | Brad Bookout - 35,1%                           | Luke Messer - 59,1%                                 | Rex Bell (L) - 5,9%                                                                              | Luke Messer (R)                                                                                 |                              |                             |
| Indiana              | 7         |                            | André Carson (D)                               | André Carson - 62,8%                                | Carlos May - 37,2%                                                                               |                                                                                                 |                              | André Carson (D)            |
| Indiana              | 8         |                            | Larry Bucshon (R)                              | Dave Crooks - 43,1%                                 | Larry Bucshon - 53,4%                                                                            | Bart Gadau (L) - 3,6%                                                                           |                              | Larry Bucshon (R)           |
| Indiana              | 9         | Todd Young (R)             | Shelli Yoder - 46,7%                           | Todd Young - 56,3%                                  |                                                                                                  | Todd Young (R)                                                                                  |                              |                             |
| Iowa                 | 1         |                            | Bruce Braley (D)                               | Bruce Braley - 56,9%                                | Ben Lange - 41,7%                                                                                | Greg Hughes (I) - 1,2% George Krail (I) - 0,2%                                                  |                              | Bruce Braley (D)            |
| Iowa                 | 2         | Dave Loebsack (D)          | Dave Loebsack - 55,4%                          | John Archer - 42,5%                                 | Alan Aversa (I) - 2,2%                                                                           | Dave Loebsack (D)                                                                               |                              |                             |
| Iowa                 | 3         |                            | Tom Latham (R)                                 | Leonard Boswell - 43,6%                             | Tom Latham - 52,3%                                                                               | Scott Batcher (I) - 2,4% David Rosenfield - 1,6%                                                |                              | David Young (R)             |
| Iowa                 | 4         | Steve King (R)             | Christie Vilsack - 44,6%                       | Steve King - 53,2%                                  | Martin Monroe (I) - 2,1%                                                                         | Steve King (R)                                                                                  |                              |                             |
| Kansas               | 1         | Tim Huelskamp (R)          | -                                              | Tim Huelskamp                                       |                                                                                                  | Tim Huelskamp (R)                                                                               |                              |                             |
| Kansas               | 2         | Lynn Jenkins (R)           | Tobias Schlingensiepen - 38,7%                 | Lynn Jenkins - 57,0%                                | Dennis Hawver (L) - 4,3%                                                                         | Lynn Jenkins (R)                                                                                |                              |                             |
| Kansas               | 3         | Kevin Yoder (R)            | -                                              | Kevin Yoder - 68,5%                                 | Joel Balam (L) - 31,5%                                                                           | Kevin Yoder (R)                                                                                 |                              |                             |
| Kansas               | 4         | Mike Pompeo (R)            | Robert Tillman - 31,6%                         | Mike Pompeo - 62,2%                                 | Thomas Jefferson (L) - 6,2%                                                                      | Mike Pompeo (R)                                                                                 |                              |                             |
| Kentucky             | 1         | Ed Whitfield (R)           | Charles Hatchett - 30,4%                       | Ed Whitfield - 69,6%                                |                                                                                                  | Ed Whitfield (R)                                                                                |                              |                             |
| Kentucky             | 2         | Brett Guthrie (R)          | David Williams - 31,7%                         | Brett Guthrie - 64,3%                               | Andrew Beacham (I) - 2,2% Craig Astor (L) - 1,7%                                                 | Brett Guthrie (R)                                                                               |                              |                             |
| Kentucky             | 3         |                            | John Yarmuth (D)                               | John Yarmuth - 64,0%                                | Brooks Wicker - 34,5%                                                                            | Bob DeVore - 1,5%                                                                               |                              | John Yarmuth (D)            |
| Kentucky             | 4         |                            | Geoff Davis (R)                                | Bill Adkins - 35,0%                                 | Thomas Massie - 62,1%                                                                            | David Lewis (I) - 3,4%                                                                          |                              | Thomas Massie (R)           |
| Kentucky             | 5         | Hal Rogers (R)             | Ken Stepp - 22,1%                              | Hal Rogers - 77,9%                                  |                                                                                                  | Hal Rogers (R)                                                                                  |                              |                             |
| Kentucky             | 6         |                            | Ben Chandler (D)                               | Ben Chandler - 46,7%                                | Andy Barr - 50,6%                                                                                | Randolph Vance (I) 2,8%                                                                         | Andy Barr (R)                |                             |
| Louisiana            | 1         |                            | Steve Scalise (R)                              | M.V. Mendoza - 21,3%                                | Steve Scalise - 66,6% Gary King - 8,5%                                                           | David Turknett (I) - 2,1% Arden Wells (I) - 1,5%                                                | Steve Scalise (R)            |                             |
| Louisiana            | 2         |                            | Cedric Richmond (D)                            | Cedric Richmond - 55,2% Gary Landrieu - 25,0%       | Dwayne Bailey - 13,5% Josue Larose - 4,0%                                                        | Caleb Trotter (L) - 2,4%                                                                        |                              | Cedric Richmond (D)         |
| Louisiana            | 3         |                            | Charles Boustany (R)                           | -                                                   | Charles Boustany - 60,9% Jeff Landry - 39,1%                                                     |                                                                                                 |                              | Charles Boustany (R)        |
| Louisiana            | 4         | John Fleming (R)           | -                                              | John Fleming - 75,3%                                | Randall Lord - 24,7%                                                                             | John Fleming (R)                                                                                |                              |                             |
| Louisiana            | 5         | Rodney Alexander (R)       | -                                              | Rodney Alexander - 77,8%                            | Ron Caesar (I) - 14,4% Clay Grant (L) - 7,8%                                                     | Rodney Alexander (R)                                                                            |                              |                             |
| Louisiana            | 6         | Bill Cassidy (R)           | -                                              | Bill Cassidy - 79,0%                                | Rufus Craig (L) - 10,5% Richard Torregano (I) - 10,1%                                            | Bill Cassidy (R)                                                                                |                              |                             |
| Maine                | 1         |                            | Chellie Pingree (D)                            | Chellie Pingree - 64,7%                             | Jon Courtney - 35,3%                                                                             |                                                                                                 |                              | Chellie Pingree (D)         |
| Maine                | 2         | Mike Michaud (D)           | Mike Michaud - 58,1%                           | Kevin Raye - 41,9%                                  |                                                                                                  | Mike Michaud (D)                                                                                |                              |                             |
| Maryland             | 1         |                            | Andy Harris (R)                                | Wendy Rosen - 27,5% John LaFerla (Write-in) - 4,4%  | Andy Harris - 63,4%                                                                              | Muir Boda (L) - 3,8%                                                                            |                              | Andy Harris (R)             |
| Maryland             | 2         |                            | Dutch Ruppersberger (D)                        | Dutch Ruppersberger - 65,6%                         | Nancy Jacobs - 31,1%                                                                             | Leo Dymowsk (L) - 3,2%                                                                          |                              | Dutch Ruppersberger (D)     |
| Maryland             | 3         | John Sarbanes (D)          | John Sarbanes - 66,8%                          | Eric Knowles - 29,6%                                | Paul Drgos (L) - 3,4%                                                                            | John Sarbanes (D)                                                                               |                              |                             |
| Maryland             | 4         | Donna Edwards (D)          | Donna Edwards - 77,2%                          | Faith Loudon - 20,7%                                | Scott Soffen (L) - 2,0%                                                                          | Donna Edwards (D)                                                                               |                              |                             |
| Maryland             | 5         | Steny Hoyer (D)            | Steny Hoyer - 69,4%                            | Tony O'Donnell - 27,7%                              | Bob Auerbach (V) - 1,5% Arvin Vohra (L) - 1,3%                                                   | Steny Hoyer (D)                                                                                 |                              |                             |
| Maryland             | 6         |                            | Roscoe Bartlett (R)                            | John Delaney - 58,8%                                | Roscoe Bartlett - 38,9%                                                                          | Nick Mueller (L) - 3,2%                                                                         | John Delaney (D)             |                             |
| Maryland             | 7         |                            | Elijah Cummings (D)                            | Elijah Cummings - 76,5%                             | Frank Mirabile - 20,8%                                                                           | Ron Owens-Bey (L) - 2,5%                                                                        | Elijah Cummings (D)          |                             |
| Maryland             | 8         | Chris Van Hollen (D)       | Chris Van Hollen - 63,4%                       | Ken Timmerman - 32,9%                               | Mark Grannis (L) - 2,1% George Gluck (V) - 1,5%                                                  | Chris Van Hollen (D)                                                                            |                              |                             |
| Massachusetts        | 1         | Richard Neal (D)           | Richard Neal                                   | -                                                   |                                                                                                  | Richard Neal (D)                                                                                |                              |                             |
| Massachusetts        | 2         | Jim McGovern (D)           | Jim McGovern                                   | -                                                   |                                                                                                  | Jim McGovern (D)                                                                                |                              |                             |
| Massachusetts        | 3         | Niki Tsongas (D)           | Niki Tsongas - 65,9%                           | Jon Golnik - 34,1%                                  |                                                                                                  | Niki Tsongas (D)                                                                                |                              |                             |
| Massachusetts        | 4         | Barney Frank (D)           | Joe Kennedy - 61,1%                            | Sean Bielat - 36,0%                                 |                                                                                                  | Joe Kennedy (D)                                                                                 |                              |                             |
| Massachusetts        | 5         | Ed Markey (D)              | Ed Markey - 75,5%                              | Tom Tierney - 24,5%                                 |                                                                                                  | Ed Markey (D)                                                                                   |                              |                             |
| Massachusetts        | 6         | John Tierney (D)           | John Tierney - 48,3%                           | Richard Tisei - 47,3%                               | Daniel Fishman (L) - 4,5%                                                                        | John Tierney (D)                                                                                |                              |                             |
| Massachusetts        | 7         | Mike Capuano (D)           | Mike Capuano - 83,6%                           | -                                                   | Karla Romero (I) - 16,4%                                                                         | Mike Capuano (D)                                                                                |                              |                             |
| Massachusetts        | 8         | Stephen Lynch (D)          | Stephen Lynch - 76,4%                          | Joe Selvaggi - 23,7%                                |                                                                                                  | Stephen Lynch (D)                                                                               |                              |                             |
| Massachusetts        | 9         | Bill Keating (D)           | Bill Keating - 58,3%                           | Christopher Sheldon - 32,2%                         | Daniel Botelho (I) - 9,0%                                                                        | Bill Keating (D)                                                                                |                              |                             |
| Michigan             | 1         |                            | Dan Benishek (R)                               | Gary McDowell - 47,5%                               | Dan Benishek - 48,2%                                                                             | Emily Salvette (L) - 3,2% Ellis Boal (V) - 1,2%                                                 |                              | Dan Benishek (R)            |
| Michigan             | 2         | Bill Huizenga (R)          | Willie German - 34,2%                          | Bill Huizenga - 61,1%                               | Mary Buzuma (L) - 2,8% Ron Graeser - 1,0% Bill Opalicky (V) - 1,0%                               | Bill Huizenga (R)                                                                               |                              |                             |
| Michigan             | 3         | Justin Amash (R)           | Steve Pestka - 44,1%                           | Justin Amash - 52,7%                                | Bill Gelineau (L) - 3,2%                                                                         | Justin Amash (R)                                                                                |                              |                             |
| Michigan             | 4         | David Lee Camp (R)         | Debra Freidell Wirth - 33,5%                   | David Lee Camp - 63,1%                              | John Gelineau (L) - 1,4% George Zimmer - 1,1% Pat Timmons (V) - 0,9%                             | David Lee Camp (R)                                                                              |                              |                             |
| Michigan             | 5         |                            | Dan Kildee (D)                                 | Dan Kildee - 64,2%                                  | Jim Slezak - 32,2%                                                                               | David Davenport (I) - 2,1% Greg Creswell (L) - 1,6%                                             |                              | Dan Kildee (D)              |
| Michigan             | 6         |                            | Fred Upton (R)                                 | Mike O'Brien - 42,8%                                | Fred Upton - 54,4%                                                                               | Christie Gelineau (L) - 2,0% Jason Gatties - 0,8%                                               |                              | Fred Upton (R)              |
| Michigan             | 7         | Tim Walberg (R)            | Kurt Haskell - 43,0%                           | Tim Walberg - 53,3%                                 | Ken Proctor (L) - 2,5% Richard Wunsch (V) - 1,1%                                                 | Tim Walberg (R)                                                                                 |                              |                             |
| Michigan             | 8         | Mike Rogers (R)            | Lance Enderle - 47,3%                          | Mike Rogers - 58,6%                                 | Daniel Goebel (L) - 2,3% Preston Brooks (I) - 1,8%                                               | Mike Rogers (R)                                                                                 |                              |                             |
| Michigan             | 9         |                            | Sander Levin (D)                               | Sander Levin - 61,9%                                | Don Volaric - 34,0%                                                                              | Jim Fulner (L) - 1,8% Julia Williams (V) - 1,4% Les Townsend - 0,9%                             |                              | Sander Levin (D)            |
| Michigan             | 10        |                            | Candice Miller (R)                             | Chuck Stadler - 29,8%                               | Candice Miller - 68,7%                                                                           | Bob Dashairya (L) - 1,5%                                                                        |                              | Candice Miller (R)          |
| Michigan             | 11        | Thad McCotter (R)          | Syed Taj - 44,4%                               | Kerry Bentivolio - 50,8%                            | John Tatar (L) - 2,7% Steven Paul Duke (V) - 1,3% Daniel Johnson - 0,9%                          | Kerry Bentivolio (R)                                                                            |                              |                             |
| Michigan             | 12        |                            | John Dingell (D)                               | John Dingell - 68,5%                                | Cynthia Kallgren - 28,4%                                                                         | Rick Secula (L) - 3,1%                                                                          |                              | John Dingell (D)            |
| Michigan             | 13        | John Conyers (D)           | John Conyers - 81,5%                           | Harry Sawicki - 14,7%                               | Chris Sharer (L) - 2,3% Martin Gray - 1,5%                                                       | John Conyers (D)                                                                                |                              |                             |
| Michigan             | 14        | Gary Peters (D)            | Gary Peters - 85,1%                            | John Hauler - 16,4%                                 | Leonard Schwartz (L) - 1,2% Douglas Campbell (V) - 0,9%                                          | Gary Peters (D)                                                                                 |                              |                             |
| Minnesota            | 1         | Tim Walz (DFL)             | Tim Walz - 57,6%                               | Allen Quist - 42,4%                                 |                                                                                                  | Tim Walz (DFL)                                                                                  |                              |                             |
| Minnesota            | 2         |                            | John Kline (R)                                 | Mike Obermueller - 45,9%                            | John Kline - 54,1%                                                                               |                                                                                                 |                              | John Kline (R)              |
| Minnesota            | 3         | Erik Paulsen (R)           | Brian Barnes - 41,8%                           | Erik Paulsen - 58,2%                                |                                                                                                  | Erik Paulsen (R)                                                                                |                              |                             |
| Minnesota            | 4         |                            | Betty McCollum (DFL)                           | Betty McCollum - 62,4%                              | Tony Hernandez - 31,6%                                                                           | Steve Carlson - 6,1%                                                                            |                              | Betty McCollum (DFL)        |
| Minnesota            | 5         | Keith Ellison (DFL)        | Keith Ellison - 74,5%                          | Chris Fields - 25,5%                                |                                                                                                  | Keith Ellison (DFL)                                                                             |                              |                             |
| Minnesota            | 6         |                            | Michele Bachmann (R)                           | Jim Graves - 49,4%                                  | Michele Bachmann - 50,6%                                                                         | John Denney (I) - 5,3%                                                                          |                              | Michele Bachmann (R)        |
| Minnesota            | 7         |                            | Collin Peterson (DFL)                          | Collin Peterson - 60,4%                             | Lee Byberg - 34,9%                                                                               | Adam Steele - 4,9%                                                                              |                              | Collin Peterson (DFL)       |
| Minnesota            | 8         |                            | Chip Cravaack (R)                              | Rick Nolan - 54,5%                                  | Chip Cravaack - 45,5%                                                                            |                                                                                                 | Rick Nolan (DFL)             |                             |
| Mississippi          | 1         | Alan Nunnelee (R)          | Brad Morris - 36,7%                            | Alan Nunnelee - 60,4%                               | Danny Bedwell (L) - 1,2%                                                                         |                                                                                                 | Alan Nunnelee (R)            |                             |
| Mississippi          | 2         |                            | Bennie Thompson (D)                            | Bennie Thompson - 67,1%                             | Bill Marcy - 31,0%                                                                               | Cobby Williams (I) - 1,4% Lajena Williams - 0,5%                                                |                              | Bennie Thompson (D)         |
| Mississippi          | 3         |                            | Gregg Harper (R)                               | -                                                   | Gregg Harper - 80,0%                                                                             | John Pannell - 20,0%                                                                            |                              | Gregg Harper (R)            |
| Mississippi          | 4         | Steven Palazzo (R)         | Matthew Moore - 28,9%                          | Steven Palazzo - 64,1%                              | Ron Williams (L) - 6,3% Bob Claunch - 0,7%                                                       | Steven Palazzo (R)                                                                              |                              |                             |
| Missouri             | 1         |                            | Lacy Clay (D)                                  | Lacy Clay - 78,7%                                   | Robyn Hamlin - 17,9%                                                                             | Robb Cunningham (L) - 3,5%                                                                      |                              | Lacy Clay (D)               |
| Missouri             | 2         |                            | Todd Akin (R)                                  | Glenn Koenen - 37,1%                                | Ann Wagner - 60,1%                                                                               | Bill Slantz (L) - 2,3% Anitol Zorikova (C) - 0,5%                                               |                              | Ann Wagner (R)              |
| Missouri             | 3         | Blaine Luetkemeyer (R)     | Eric Mayer - 32,9%                             | Blaine Luetkemeyer - 63,5%                          | Steve Wilson (L) - 3,7%                                                                          | Blaine Luetkemeyer (R)                                                                          |                              |                             |
| Missouri             | 4         | Vicky Hartzler (R)         | Teresa Hensley - 35,5%                         | Vicky Hartzler - 60,3%                              | Thomas Holbrook (L) - 3,3% Greg Cowan (C) - 0,9%                                                 | Vicky Hartzler (R)                                                                              |                              |                             |
| Missouri             | 5         |                            | Emanuel Cleaver (D)                            | Emanuel Cleaver - 60,5%                             | Jacob Turk - 36,9%                                                                               | Randy Langkraehr (L) - 2,6%                                                                     |                              | Emanuel Cleaver (D)         |
| Missouri             | 6         |                            | Sam Graves (R)                                 | Kyle Yarber - 22,5%                                 | Sam Graves - 65,0%                                                                               | Russ Lee Monchil (L) - 2,5%                                                                     |                              | Sam Graves (R)              |
| Missouri             | 7         | Billy Long (R)             | Jim Evans - 30,9%                              | Billy Long - 63,9%                                  | Kevin Craig (L) - 5,2%                                                                           | Billy Long (R)                                                                                  |                              |                             |
| Missouri             | 8         | Jo Ann Emerson (R)         | Jack Rushin - 24,6%                            | Jo Ann Emerson - 71,9%                              | Rick Vandeven (L) - 3,5%                                                                         | Jo Ann Emerson (R)                                                                              |                              |                             |
| Montana              | Unico     | Denny Rehberg (R)          | Kim Gillan - 42,9%                             | Steve Daines - 53,2%                                | David Kaiser (L) - 4,0%                                                                          | Steve Daines (R)                                                                                |                              |                             |
| Nebraska             | 1         | Jeff Fortenberry (R)       | Korey Reiman - 31,7%                           | Jeff Fortenberry - 68,3%                            |                                                                                                  | Jeff Fortenberry (R)                                                                            |                              |                             |
| Nebraska             | 2         | Lee Terry (R)              | John Ewing - 48,8%                             | Lee Terry - 51,2%                                   | Steven Laird (L) - 5,3%                                                                          | Lee Terry (R)                                                                                   |                              |                             |
| Nebraska             | 3         | Adrian Smith (R)           | Mark Sullivan - 25,8%                          | Adrian Smith - 74,2%                                |                                                                                                  | Adrian Smith (R)                                                                                |                              |                             |
| Nevada               | 1         |                            | Shelley Berkley (D)                            | Dina Titus - 63,6%                                  | Chris Edwards - 31,5%                                                                            | Bill Pojunis (L) - 2,6% Stan Vaughan - 2,3%                                                     |                              | Dina Titus (D)              |
| Nevada               | 2         |                            | Mark Amodei (R)                                | Sam Koepnick - 36,2%                                | Mark Amodei - 57,6%                                                                              | Michael Haines (I) - 4,0% Russell Best - 2,2%                                                   |                              | Mark Amodei (R)             |
| Nevada               | 3         | Joe Heck (R)               | John Oceguera - 42,9%                          | Joe Heck - 50,4%                                    | Tim Murphy (I) - 4,7% Tom Jones - 2,0%                                                           | Joe Heck (R)                                                                                    |                              |                             |
| Nevada               | 4         |                            | Nessuno                                        | Steven Horsford - 50,1%                             | Danny Tarkanian - 42,1%                                                                          | Floyd Fitzgibbons - 3,9% Joe Silvestri (L) - 3,9%                                               |                              | Steven Horsford (D)         |
| New Hampshire        | 1         |                            | Frank Guinta (R)                               | Carol Shea-Porter - 49,7%                           | Frank Guinta - 46,0%                                                                             |                                                                                                 | Carol Shea-Porter (D)        |                             |
| New Hampshire        | 2         | Charles Bass (R)           | Ann McLane Kuster - 55,2%                      | Charles Bass - 45,1%                                | Hardy Macia (L) - 4,7%                                                                           | Ann McLane Kuster (D)                                                                           |                              |                             |
| New Jersey           | 1         |                            | Rob Andrews (D)                                | Rob Andrews - 67,9%                                 | Greg Horton - 30,3%                                                                              | John Reitter (V) - 1,4% Margaret Chapman - 0,3%                                                 | Rob Andrews (D)              |                             |
| New Jersey           | 2         |                            | Frank LoBiondo (R)                             | Cassandra Shober - 40,0%                            | Frank LoBiondo - 58,0%                                                                           | John Ordille (L) - 0,9%                                                                         |                              | Frank LoBiondo (R)          |
| New Jersey           | 3         | Jon Runyan (R)             | Shelley Adler - 44,8%                          | Jon Runyan - 53,8%                                  | Robert Forchin (I) - 0,7%                                                                        | Jon Runyan (R)                                                                                  |                              |                             |
| New Jersey           | 4         | Chris Smith (R)            | Brian Froelich - 31,0%                         | Chris Smith - 68,8%                                 | Leonard Marshall (I) - 1,1%                                                                      | Chris Smith (R)                                                                                 |                              |                             |
| New Jersey           | 5         | Scott Garrett (R)          | Adam Gussen - 42,4%                            | Scott Garrett - 55,5%                               | Patricia Alessandrini (V) - 2,2%                                                                 | Scott Garrett (R)                                                                               |                              |                             |
| New Jersey           | 6         |                            | Frank Pallone (D)                              | Frank Pallone - 63,3%                               | Anna Little - 35,2%                                                                              | Len Flynn (L) - 0,6%                                                                            |                              | Frank Pallone (D)           |
| New Jersey           | 7         |                            | Leonard Lance (R)                              | Upendra Chivukula - 40,0%                           | Leonard Lance - 57,2%                                                                            | Dennis Breen (I) - 1,5% Patrick McKnight (L) - 1,3%                                             |                              | Leonard Lance (R)           |
| New Jersey           | 8         |                            | Albio Sires (D)                                | Albio Sires - 78,1%                                 | María Piñeiro Karczewski - 18,9%                                                                 | Herbert Shaw (I) - 1,1% Stephen De Luca (I) - 1,0% Pablo Olivera (I) - 1,0%                     |                              | Albio Sires (D)             |
| New Jersey           | 9         | Bill Pascrell (D)          | Bill Pascrell - 73,6%                          | Shmuley Boteach - 25,4%                             | David Smith (I) - 0,5% Jeanette Woolsey (C) - 0,5%                                               | Bill Pascrell (D)                                                                               |                              |                             |
| New Jersey           | 10        | Donald M. Payne (D)        | Donald Payne, Jr. - 87,3%                      | Brian Kelemen - 10,8%                               | Joanne Miller (I) - 1,3% Mick Erickson (L) - 0,5%                                                | Donald Payne, Jr. (D)                                                                           |                              |                             |
| New Jersey           | 11        |                            | Rodney Frelinghuysen (R)                       | John Arvanites - 40,0%                              | Rodney Frelinghuysen - 58,9%                                                                     | Barry Berlin (I) - 1,1%                                                                         |                              | Rodney Frelinghuysen (R)    |
| New Jersey           | 12        |                            | Rush D. Holt, Jr. (D)                          | Rush D. Holt, Jr. - 69,2%                           | Eric Beck - 29,5%                                                                                | Jack Freudenheim (I) - 0,8% Ken Cody (I) - 0,5%                                                 |                              | Rush D. Holt, Jr. (D)       |
| New York             | 1         | Tim Bishop (D)             | Tim Bishop - 52,2%                             | Randy Altschuler - 47,8%                            |                                                                                                  | Tim Bishop (D)                                                                                  |                              |                             |
| New York             | 2         |                            | Peter King (R)                                 | Vivianne C. Falcone - 41,3%                         | Peter King - 58,7%                                                                               |                                                                                                 |                              | Peter King (R)              |
| New York             | 3         |                            | Steve Israel (D)                               | Steve Israel - 57,5%                                | Stephen Labate - 41,7%                                                                           | Mike McDermott (L) - 0,6% Anthony Tolda (C) - 0,1%                                              |                              | Steve Israel (D)            |
| New York             | 4         | Carolyn McCarthy (D)       | Carolyn McCarthy - 61,7%                       | Fran Becker - 32,4%                                 |                                                                                                  | Carolyn McCarthy (D)                                                                            |                              |                             |
| New York             | 5         | Gregory Meeks (D)          | Gregory Meeks - 89,7%                          | Allan Jennings - 9,6%                               | Catherine Wark (L) - 0,7%                                                                        | Gregory Meeks (D)                                                                               |                              |                             |
| New York             | 6         | Gary Ackerman (D)          | Grace Meng - 67,7%                             | Dan Halloran - 31,2%                                | Evergreen Chou (V) - 1,2%                                                                        | Grace Meng (D)                                                                                  |                              |                             |
| New York             | 7         | Nydia Velázquez (D)        | Nydia Velázquez - 94,5%                        | -                                                   | James Murray - 5,5%                                                                              | Nydia Velázquez (D)                                                                             |                              |                             |
| New York             | 8         | Edolphus Towns (D)         | Hakeem Jeffries - 90,0%                        | Alan Bellone - 8,8%                                 | Colin Beavan (V) - 1,2%                                                                          | Hakeem Jeffries (D)                                                                             |                              |                             |
| New York             | 9         | Yvette Clarke (D)          | Yvette Clarke - 87,0%                          | Daniel Cavanagh - 11,6%                             | Vivia Morgan (V) - 1,4%                                                                          | Yvette Clarke (D)                                                                               |                              |                             |
| New York             | 10        | Jerry Nadler (D)           | Jerry Nadler - 80,7%                           | Michael Chan - 19,3%                                |                                                                                                  | Jerry Nadler (D)                                                                                |                              |                             |
| New York             | 11        |                            | Michael Grimm (R)                              | Mark Murphy - 46,2%                                 | Michael Grimm - 52,8%                                                                            | Hank Bardel (V) - 1,0%                                                                          |                              | Michael Grimm (R)           |
| New York             | 12        |                            | Carolyn Maloney (D)                            | Carolyn Maloney - 80,9%                             | Christopher Wight - 19,1%                                                                        |                                                                                                 |                              | Carolyn Maloney (D)         |
| New York             | 13        | Charles Rangel (D)         | Charles Rangel - 90,8%                         | Craig Schley - 6,3%                                 | Deborah Liatos - 2,9%                                                                            | Charles Rangel (D)                                                                              |                              |                             |
| New York             | 14        | Joe Crowley (D)            | Joe Crowley - 83,0%                            | William Gibbons - 15,3%                             | Tony Gronowicz (V) - 1,8%                                                                        | Joe Crowley (D)                                                                                 |                              |                             |
| New York             | 15        | José Serrano (D)           | José Serrano - 97,1%                           | Frank Della Valle - 2,9%                            |                                                                                                  | José Serrano (D)                                                                                |                              |                             |
| New York             | 16        | Eliot Engel (D)            | Eliot Engel - 77,5%                            | Joseph McLaughlin - 21,4%                           | Joseph Diaferia (V) - 1,2%                                                                       | Eliot Engel (D)                                                                                 |                              |                             |
| New York             | 17        | Nita Lowey (D)             | Nita Lowey - 64,2%                             | Joe Carvin - 34,8%                                  | Francis Morganthaler - 1,0%                                                                      | Nita Lowey (D)                                                                                  |                              |                             |
| New York             | 18        |                            | Nan Hayworth (R)                               | Sean Patrick Maloney - 51,7%                        | Nan Hayworth - 48,3%                                                                             |                                                                                                 | Sean Patrick Maloney (D)     |                             |
| New York             | 19        | Chris Gibson (R)           | Julian Schreibman - 46,6%                      | Chris Gibson - 53,4%                                |                                                                                                  |                                                                                                 | Chris Gibson (R)             |                             |
| New York             | 20        |                            | Paul Tonko (D)                                 | Paul Tonko - 68,4%                                  | Bob Dieterich - 31,6%                                                                            |                                                                                                 |                              | Paul Tonko (D)              |
| New York             | 21        | Bill Owens (D)             | Bill Owens - 50,2%                             | Matt Doheny - 48,2%                                 | Donald Hassig (V) - 1,6%                                                                         | Bill Owens (D)                                                                                  |                              |                             |
| New York             | 22        |                            | Richard Hanna (R)                              | Dan Lamb - 39,1%                                    | Richard Hanna - 60,9%                                                                            |                                                                                                 |                              | Richard Hanna (R)           |
| New York             | 23        | Tom Reed (R)               | Nate Shinagawa - 47,9%                         | Tom Reed - 52,1%                                    |                                                                                                  | Tom Reed (R)                                                                                    |                              |                             |
| New York             | 24        | Ann Marie Buerkle (R)      | Dan Maffei - 48,4%                             | Ann Marie Buerkle - 43,8%                           | Ursula Rozum (V) - 7,9%                                                                          |                                                                                                 | Dan Maffei (D)               |                             |
| New York             | 25        |                            | Louise Slaughter (D)                           | Louise Slaughter - 57,2%                            | Maggie Brooks - 42,8%                                                                            |                                                                                                 | Louise Slaughter (D)         |                             |
| New York             | 26        | Brian Higgins (D)          | Brian Higgins - 74,6%                          | Michael H. Madigan - 25,4%                          |                                                                                                  | Brian Higgins (D)                                                                               |                              |                             |
| New York             | 27        | Kathy Hochul (D)           | Kathy Hochul - 49,3%                           | Chris Collins - 50,7%                               |                                                                                                  |                                                                                                 | Chris Collins (R)            |                             |
| Nuovo Messico        | 1         | Martin Heinrich (D)        | Michelle Lujan Grisham - 59,1%                 | Janice Arnold-Jones - 40,9%                         |                                                                                                  |                                                                                                 | Michelle Lujan Grisham (D)   |                             |
| Nuovo Messico        | 2         |                            | Steve Pearce (R)                               | Evelyn Madrid Erhard - 40,9%                        | Steve Pearce - 59,1%                                                                             |                                                                                                 |                              | Steve Pearce (R)            |
| Nuovo Messico        | 3         |                            | Ben Ray Luján (D)                              | Ben Ray Luján - 63,0%                               | Jeff Byrd - 37,0%                                                                                |                                                                                                 |                              | Ben Ray Luján (D)           |
| Ohio                 | 1         |                            | Steve Chabot (R)                               | Jeff Sinnard - 37,1%                                | Steve Chabot - 58,3%                                                                             | Jim Berns (L) - 2,7% Rich Stevenson (V) - 1,9%                                                  |                              | Steve Chabot (R)            |
| Ohio                 | 2         | Jean Schmidt (R)           | William Smith - 40,9%                          | Brad Wenstrup - 59,1%                               |                                                                                                  | Brad Wenstrup (R)                                                                               |                              |                             |
| Ohio                 | 3         |                            | Nessuno                                        | Joyce Beatty - 67,8%                                | Chris Long - 26,9%                                                                               | Rich Ehrbar (L) - 3,2% Bob Fitrakis (V) - 2,2%                                                  |                              | Joyce Beatty (D)            |
| Ohio                 | 4         |                            | Jim Jordan (R)                                 | Jim Slone - 36,2%                                   | Jim Jordan - 58,7%                                                                               | Chris Calla (L) - 5,1%                                                                          |                              | Jim Jordan (R)              |
| Ohio                 | 5         | Bob Latta (R)              | Angela Zimmann - 38,9%                         | Bob Latta - 57,6%                                   | Eric Eberly (L) - 3,5%                                                                           | Bob Latta (R)                                                                                   |                              |                             |
| Ohio                 | 6         | Bill Johnson (R)           | Charlie Wilson - 46,7%                         | Bill Johnson - 53,3%                                | Dennis Lambert (V) - 3,2%                                                                        | Bill Johnson (R)                                                                                |                              |                             |
| Ohio                 | 7         | Bob Gibbs (R)              | Joyce Healy-Abrams - 43,3%                     | Bob Gibbs - 56,7%                                   |                                                                                                  | Bob Gibbs (R)                                                                                   |                              |                             |
| Ohio                 | 8         | John Boehner (R)           | -                                              | John Boehner                                        |                                                                                                  | Warren Davidson (R)                                                                             |                              |                             |
| Ohio                 | 9         |                            | Marcy Kaptur (D)                               | Marcy Kaptur - 72,6%                                | Samuel Wurzelbacher - 23,5%                                                                      | Sean Stipe (L) - 3,9%                                                                           |                              | Marcy Kaptur (D)            |
| Ohio                 | 10        |                            | Mike Turner (R)                                | Sharen Neuhardt - 36,9%                             | Mike Turner - 60,2%                                                                              | David Harlow (L) - 2,9%                                                                         |                              | Mike Turner (R)             |
| Ohio                 | 11        |                            | Marcia Fudge (D)                               | Marcia Fudge                                        | -                                                                                                |                                                                                                 |                              | Marcia Fudge (D)            |
| Ohio                 | 12        |                            | Pat Tiberi (R)                                 | Jim Reese - 36,3%                                   | Pat Tiberi - 63,7%                                                                               |                                                                                                 |                              | Pat Tiberi (R)              |
| Ohio                 | 13        |                            | Tim Ryan (D)                                   | Tim Ryan - 69,9%                                    | Marisha Agana - 30,1%                                                                            |                                                                                                 |                              | Tim Ryan (D)                |
| Ohio                 | 14        |                            | Steve LaTourette (R)                           | Dale Blanchard - 38,5%                              | David Joyce - 54,3%                                                                              | Elaine Mastromatteo (V) - 3,8% David Macko (L) - 3,4%                                           |                              | David Joyce (R)             |
| Ohio                 | 15        | Steve Stivers (R)          | Pat Lang - 38,2%                               | Steve Stivers - 61,8%                               |                                                                                                  | Steve Stivers (R)                                                                               |                              |                             |
| Ohio                 | 16        | Jim Renacci (R)            | Betty Sutton - 47,8%                           | Jim Renacci - 52,2%                                 |                                                                                                  | Jim Renacci (R)                                                                                 |                              |                             |
| Oklahoma             | 1         | John Alfred Sullivan (R)   | John Olson - 32,0%                             | Jim Bridenstine - 63,5%                             | Craig Allen (I) - 4,5%                                                                           | Jim Bridenstine (R)                                                                             |                              |                             |
| Oklahoma             | 2         |                            | Dan Boren (D)                                  | Rob Wallace - 38,3%                                 | Markwayne Mullin - 57,4%                                                                         | Jon Douthitt (I) - 5,4%                                                                         | Markwayne Mullin (R)         |                             |
| Oklahoma             | 3         |                            | Frank Lucas (R)                                | Tim Murray - 20,0%                                  | Frank Lucas - 75,3%                                                                              | William Sanders (I) - 4,8%                                                                      | Frank Lucas (R)              |                             |
| Oklahoma             | 4         | Tom Cole (R)               | Donna Bebo - 27,6%                             | Tom Cole - 67,9%                                    | R. J. Harris (I) - 4,5%                                                                          | Tom Cole (R)                                                                                    |                              |                             |
| Oklahoma             | 5         | James Lankford (R)         | Tom Guild - 37,3%                              | James Lankford - 58,7%                              | Pat Martin - 2,1% Robert Murphy (I) - 2,0%                                                       | James Lankford (R)                                                                              |                              |                             |
| Oregon               | 1         |                            | Suzanne Bonamici (D)                           | Suzanne Bonamici - 59,6%                            | Delinda Morgan - 33,3%                                                                           | Steven Reynolds (L) - 4,4% Bob Ekstrom (C) - 2,7%                                               |                              | Suzanne Bonamici (D)        |
| Oregon               | 2         |                            | Greg Walden (R)                                | Joyce Segers - 28,7%                                | Greg Walden - 69,2%                                                                              | Harry Tabor (L) - 2,0%                                                                          |                              | Greg Walden (R)             |
| Oregon               | 3         |                            | Earl Blumenauer (D)                            | Earl Blumenauer - 74,5%                             | Ronald Green - 20,1%                                                                             | Woody Broadnax - 3,6% Michael Cline (L) - 1,8%                                                  |                              | Earl Blumenauer (D)         |
| Oregon               | 4         | Peter DeFazio (D)          | Peter DeFazio - 58,8%                          | Art Robinson - 39,5%                                | Chuck Huntting (L) - 1,7%                                                                        | Peter DeFazio (D)                                                                               |                              |                             |
| Oregon               | 5         | Kurt Schrader (D)          | Kurt Schrader - 54,0%                          | Fred Thompson - 42,6%                               | Chris Lugo (V) - 2,3% Raymond Baldwin (C) - 1,1%                                                 | Kurt Schrader (D)                                                                               |                              |                             |
| Pennsylvania         | 1         | Bob Brady (D)              | Bob Brady - 85,0%                              | John Featherman - 15,0%                             |                                                                                                  | Bob Brady (D)                                                                                   |                              |                             |
| Pennsylvania         | 2         | Chaka Fattah (D)           | Chaka Fattah - 89,4%                           | Robert Mansfield - 9,4%                             | Jim Foster (I) - 1,3%                                                                            | Chaka Fattah (D)                                                                                |                              |                             |
| Pennsylvania         | 3         |                            | Mike Kelly (R)                                 | Missa Eaton - 41,1%                                 | Mike Kelly - 54,7%                                                                               | Steve Porter (I) - 4,2%                                                                         |                              | Mike Kelly (R)              |
| Pennsylvania         | 4         | Todd Platts (R)            | Harry Perkinson - 34,4%                        | Scott Perry - 59,7%                                 | Wayne Wolf (I) - 3,8% Mike Koffenberger (L) - 2,0%                                               | Scott Perry (R)                                                                                 |                              |                             |
| Pennsylvania         | 5         | Glenn Thompson (R)         | Charles Dumas - 37,1%                          | Glenn Thompson - 62,9%                              |                                                                                                  | Glenn Thompson (R)                                                                              |                              |                             |
| Pennsylvania         | 6         | Jim Gerlach (R)            | Manan Trivedi - 42,9%                          | Jim Gerlach - 57,1%                                 |                                                                                                  | Jim Gerlach (R)                                                                                 |                              |                             |
| Pennsylvania         | 7         | Pat Meehan (R)             | George Badey - 40,5%                           | Pat Meehan - 59,5%                                  |                                                                                                  | Pat Meehan (R)                                                                                  |                              |                             |
| Pennsylvania         | 8         | Mike Fitzpatrick (R)       | Kathy Boockvar - 46,4%                         | Mike Fitzpatrick - 56,7%                            |                                                                                                  | Mike Fitzpatrick (R)                                                                            |                              |                             |
| Pennsylvania         | 9         | Bill Shuster (R)           | Karen Ramsburg - 38,4%                         | Bill Shuster - 61,6%                                |                                                                                                  | Bill Shuster (R)                                                                                |                              |                             |
| Pennsylvania         | 10        | Tom Marino (R)             | Phil Scollo - 34,1%                            | Tom Marino - 65,9%                                  |                                                                                                  | Tom Marino (R)                                                                                  |                              |                             |
| Pennsylvania         | 11        | Lou Barletta (R)           | Gene Stilp - 41,5%                             | Lou Barletta - 58,5%                                |                                                                                                  | Lou Barletta (R)                                                                                |                              |                             |
| Pennsylvania         | 12        |                            | Mark Critz (D)                                 | Mark Critz - 48,5%                                  | Keith Rothfus - 51,5%                                                                            |                                                                                                 | Keith Rothfus (R)            |                             |
| Pennsylvania         | 13        | Allyson Schwartz (D)       | Allyson Schwartz - 69,0%                       | Joe Rooney - 31,0%                                  |                                                                                                  |                                                                                                 | Allyson Schwartz (D)         |                             |
| Pennsylvania         | 14        | Mike Doyle (D)             | Mike Doyle - 77,0%                             | Hans Lessmann - 23,0%                               |                                                                                                  | Mike Doyle (D)                                                                                  |                              |                             |
| Pennsylvania         | 15        |                            | Charlie Dent (R)                               | Rick Daugherty - 43,4%                              | Charlie Dent - 56,6%                                                                             |                                                                                                 |                              | Charlie Dent (R)            |
| Pennsylvania         | 16        | Joe Pitts (R)              | Aryanna Strader - 38,9%                        | Joe Pitts - 55,0%                                   | John Murphy (I) - 4,3% Jim Bednarski (I) - 1,8%                                                  | Joe Pitts (R)                                                                                   |                              |                             |
| Pennsylvania         | 17        |                            | Tim Holden (D)                                 | Matt Cartwright - 60,5%                             | Laureen Cummings - 39,5%                                                                         |                                                                                                 |                              | Matt Cartwright (D)         |
| Pennsylvania         | 18        |                            | Tim Murphy (R)                                 | Larry Maggi - 36,2%                                 | Tim Murphy - 63,8%                                                                               |                                                                                                 |                              | Tim Murphy (R)              |
| Rhode Island         | 1         |                            | David Cicilline (D)                            | David Cicilline - 53,0%                             | Brendan Doherty - 40,8%                                                                          | David Vogel (I) - 6,1%                                                                          |                              | David Cicilline (D)         |
| Rhode Island         | 2         | James Langevin (D)         | James Langevin - 55,7%                         | Michael Riley - 35,2%                               | Abel Collins (I) - 9,1%                                                                          | James Langevin (D)                                                                              |                              |                             |
| Tennessee            | 1         |                            | Phil Roe (R)                                   | Alan Woodruff - 19,9%                               | Phil Roe - 76,1%                                                                                 | Karen Brackett (I) - 2,0% Bob Smith (V) - 1,2% Michael Salyer (I) - 0,9%                        |                              | Phil Roe (R)                |
| Tennessee            | 2         | Jimmy Duncan (R)           | Troy Goodale - 20,6%                           | Jimmy Duncan - 74,4%                                | Norris Dyer (V) - 2,2% Greg Samples (L) - 1,7% Brandon Stewart (I) - 1,1%                        | Jimmy Duncan (R)                                                                                |                              |                             |
| Tennessee            | 3         | Chuck Fleischmann (R)      | Mary Headrick - 34,4%                          | Chuck Fleischmann - 61,4%                           | Matthew Deniston (I) - 3,1%                                                                      | Chuck Fleischmann (R)                                                                           |                              |                             |
| Tennessee            | 4         | Scott DesJarlais (R)       | Eric Stewart - 44,2%                           | Scott DesJarlais - 55,8%                            |                                                                                                  | Scott DesJarlais (R)                                                                            |                              |                             |
| Tennessee            | 5         |                            | Jim Cooper (D)                                 | Jim Cooper - 65,2%                                  | Brad Staats - 32,8%                                                                              | John Miglietta (V) - 2,0%                                                                       |                              | Jim Cooper (D)              |
| Tennessee            | 6         |                            | Diane Black (R)                                | -                                                   | Diane Black - 76,6%                                                                              | Scott Beasley (I) - 14,4% Pat Riley (V) - 9,0%                                                  |                              | Diane Black (R)             |
| Tennessee            | 7         | Marsha Blackburn (R)       | Credo Amouzouvik - 24,0%                       | Marsha Blackburn - 71,0%                            | Howard Switzer (V) - 1,8% Jack Arnold (I) - 1,7% William Akin (I) - 1,1% Lenny Ladner (I) - 0,5% | Marsha Blackburn (R)                                                                            |                              |                             |
| Tennessee            | 8         | Stephen Fincher (R)        | Tim Dixon - 28,4%                              | Stephen Fincher - 68,3%                             | James L. Hart (I) - 2,2% Mark Rawles (I) - 1,0%                                                  | Stephen Fincher (R)                                                                             |                              |                             |
| Tennessee            | 9         |                            | Steve Cohen (D)                                | Steve Cohen - 75,1%                                 | George Flinn - 23,8%                                                                             | Brian Saulsberry (I) - 0,6% Gregory Joiner (I) - 0,5%                                           |                              | Steve Cohen (D)             |
| Texas                | 1         |                            | Louie Gohmert (R)                              | Shirley McKellar - 22,6%                            | Louie Gohmert - 71,7%                                                                            | Clark Patterson (L) - 1,6%                                                                      |                              | Louie Gohmert (R)           |
| Texas                | 2         | Ted Poe (R)                | Jim Dougherty - 32,7%                          | Ted Poe - 64,8%                                     | Kenneth Duncan (L) - 1,7% Mark Roberts (V) - 0,8%                                                | Ted Poe (R)                                                                                     |                              |                             |
| Texas                | 3         | Sam Johnson (R)            | -                                              | Sam Johnson                                         |                                                                                                  | Sam Johnson (R)                                                                                 |                              |                             |
| Texas                | 4         | John Ratcliffe (R)         | VaLinda Hathcox - 24,1%                        | John Ratcliffe - 73,0%                              | Thomas Griffing (L) - 2,9%                                                                       | John Ratcliffe (R)                                                                              |                              |                             |
| Texas                | 5         | Jeb Hensarling (R)         | Linda Mrosko - 33,2%                           | Jeb Hensarling - 64,4%                              | Ken Ashby (L) - 2,4%                                                                             | Jeb Hensarling (R)                                                                              |                              |                             |
| Texas                | 6         | Joe Barton (R)             | Kenneth Sanders - 39,2%                        | Joe Barton - 58,0%                                  | Hugh Chauvin (L) - 1,9% Brandon Parmer (V) - 0,8%                                                | Joe Barton (R)                                                                                  |                              |                             |
| Texas                | 7         | John Culberson (R)         | James Cargas - 36,4%                           | John Culberson - 60,8%                              | Drew Parks (L) - 2,0% Lance Findley (V) - 0,8%                                                   | John Culberson (R)                                                                              |                              |                             |
| Texas                | 8         | Kevin Brady (R)            | Neil Burns - 20,3%                             | Kevin Brady - 77,4%                                 | Roy Hall (L) - 2,4%                                                                              | Kevin Brady (R)                                                                                 |                              |                             |
| Texas                | 9         |                            | Al Green (D)                                   | Al Green - 78,5%                                    | Steve Mueller - 19,7%                                                                            | Vanessa Foster (V) - 0,9% John Wieder (L) - 0,9%                                                |                              | Al Green (D)                |
| Texas                | 10        |                            | Michael McCaul (R)                             | Tawana Walter-Cadien - 36,2%                        | Michael McCaul - 60,6%                                                                           | Richard Priest (L) - 3,2%                                                                       |                              | Michael McCaul (R)          |
| Texas                | 11        | Mike Conaway (R)           | Jim Riley - 18,6%                              | Mike Conaway - 78,6%                                | Scott Ballard (L) - 2,8%                                                                         | Mike Conaway (R)                                                                                |                              |                             |
| Texas                | 12        | Kay Granger (R)            | Dave Robinson - 26,7%                          | Kay Granger - 70,9%                                 | Matt Solodow (L) - 2,4%                                                                          | Kay Granger (R)                                                                                 |                              |                             |
| Texas                | 13        | Mac Thornberry (R)         | -                                              | Mac Thornberry - 91,0%                              | John Deek (L) - 6,2% Keith Houston (V) - 2,9%                                                    | Mac Thornberry (R)                                                                              |                              |                             |
| Texas                | 14        | Ron Paul (R)               | Nick Lampson - 44,6%                           | Randy Weber - 53,5%                                 | Zach Grady (L) - 1,5% Rhett Rosenquest Smith (V) - 0,4%                                          | Randy Weber (R)                                                                                 |                              |                             |
| Texas                | 15        |                            | Rubén Hinojosa (D)                             | Rubén Hinojosa - 60,9%                              | Dale Brueggemann - 36,8%                                                                         | Ron Finch (L) - 2,3%                                                                            |                              | Rubén Hinojosa (D)          |
| Texas                | 16        | Silvestre Reyes (D)        | Beto O'Rourke - 65,5%                          | Barbara Carrasco - 32,8%                            | Junart Sodoy (L) - 1,6%                                                                          | Beto O'Rourke (D)                                                                               |                              |                             |
| Texas                | 17        |                            | Bill Flores (R)                                | Ben Easton - 20,1%                                  | Bill Flores - 79,9%                                                                              |                                                                                                 |                              | Bill Flores (R)             |
| Texas                | 18        |                            | Sheila Jackson Lee (D)                         | Sheila Jackson Lee - 75,0%                          | Sean Seibert - 22,6%                                                                             | Christopher Barber (L) - 2,4%                                                                   |                              | Sheila Jackson Lee (D)      |
| Texas                | 19        |                            | Randy Neugebauer (R)                           | -                                                   | Randy Neugebauer - 85,0%                                                                         | Chip Peterson (L) - 15,0%                                                                       |                              | Randy Neugebauer (R)        |
| Texas                | 20        |                            | Charlie González (D)                           | Joaquín Castro - 64,0%                              | David Rosa - 33,4%                                                                               | Tracy Potts (L) - 1,7% Antonio Diaz (V) - 0,9%                                                  |                              | Joaquín Castro (D)          |
| Texas                | 21        |                            | Lamar Smith (R)                                | Candace Duval - 35,4%                               | Lamar Smith - 60,6%                                                                              | John-Henry Liberty (L) - 4,1%                                                                   |                              | Lamar Smith (R)             |
| Texas                | 22        | Pete Olson (R)             | Kesha Rogers - 31,9%                           | Pete Olson - 64,1%                                  | Steven Susman (L) - 2,4% Don Cook (V) - 1,6%                                                     | Pete Olson (R)                                                                                  |                              |                             |
| Texas                | 23        | Quico Canseco (R)          | Pete Gallego - 50,3%                           | Quico Canseco - 45,5%                               | Jeffrey Blunt (L) - 3,0% Ed Scharf (V) - 1,1%                                                    |                                                                                                 | Pete Gallego (D)             |                             |
| Texas                | 24        | Kenny Marchant (R)         | Tim Rusk - 36,0%                               | Kenny Marchant - 61,0%                              | John Stathas (L) - 3,0%                                                                          |                                                                                                 | Kenny Marchant (R)           |                             |
| Texas                | 25        |                            | Nessuno                                        | Elaine Henderson - 37,4%                            | Roger Williams - 58,5%                                                                           | Betsy Dewey (L) - 4,1%                                                                          | Roger Williams (R)           |                             |
| Texas                | 26        |                            | Michael Burgess (R)                            | David Sanchez - 28,6%                               | Michael Burgess - 68,3%                                                                          | Mark Boler (L) - 3,0%                                                                           | Michael Burgess (R)          |                             |
| Texas                | 27        | Blake Farenthold (R)       | Rose Meza Harrison - 39,2%                     | Blake Farenthold - 56,7%                            | William Baldwin (I) - 2,5% Corrie Byrd (L) - 1,5%                                                | Blake Farenthold (R)                                                                            |                              |                             |
| Texas                | 28        |                            | Henry Cuellar (D)                              | Henry Cuellar - 67,9%                               | William Hayward - 29,7%                                                                          | Patrick Hise (L) - 1,5% Michael Cary (V) - 0,8%                                                 |                              | Henry Cuellar (D)           |
| Texas                | 29        | Gene Green (D)             | Gene Green - 90,0%                             | -                                                   | James Stanczak (L) - 5,2% Maria Selva (V) - 4,8%                                                 | Gene Green (D)                                                                                  |                              |                             |
| Texas                | 30        | Eddie Bernice Johnson (D)  | Eddie Bernice Johnson - 78,9%                  | Travis Washington - 19,0%                           | Ed Rankin (L) - 2,2%                                                                             | Eddie Bernice Johnson (D)                                                                       |                              |                             |
| Texas                | 31        |                            | John Carter (R)                                | Stephen Wyman - 35,0%                               | John Carter - 61,3%                                                                              | Ethan Garofolo (L) - 3,7%                                                                       |                              | John Carter (R)             |
| Texas                | 32        | Pete Sessions (R)          | Katherine McGovern - 39,4%                     | Pete Sessions - 58,3%                               | Seth Hollist (L) - 2,3%                                                                          | Pete Sessions (R)                                                                               |                              |                             |
| Texas                | 33        |                            | Nessuno                                        | Marc Veasey - 72,5%                                 | Chuck Bradley - 25,7%                                                                            | Ed Lindsay (V) - 1,7%                                                                           |                              | Marc Veasey (D)             |
| Texas                | 34        | Nessuno                    | Filemon Vela - 62,2%                           | Jessica Puente Bradshaw - 35,9%                     | Ziggy Shanklin (L) - 1,9%                                                                        | Filemon Vela (D)                                                                                |                              |                             |
| Texas                | 35        |                            | Lloyd Doggett (D)                              | Lloyd Doggett - 64,0%                               | Susan Narvaiz - 32,0%                                                                            | Ross Leone (L) - 2,5% Meghan Owen (V) - 1,5%                                                    | Lloyd Doggett (D)            |                             |
| Texas                | 36        |                            | Nessuno                                        | Max Martin - 26,6%                                  | Steve Stockman - 70,8%                                                                           | Michael Cole (L) - 0,7%                                                                         |                              | Steve Stockman (R)          |
| Utah                 | 1         |                            | Rob Bishop (R)                                 | Donna McAleer - 24,7%                               | Rob Bishop - 71,5%                                                                               | Craig Bowden (L) - 3,6% Dwayne Vance (I) - 3,2%                                                 | Rob Bishop (R)               |                             |
| Utah                 | 2         |                            | Nessuno                                        | Jay Seegmiller - 33,6%                              | Chris Stewart - 62,3%                                                                            | Jonathan Garrard (C) - 1,9% Joe Andrade (I) - 1,2% Charles Kimball (I) - 1,1%                   | Chris Stewart (R)            |                             |
| Utah                 | 3         |                            | Jason Chaffetz (R)                             | Søren Simonsen - 23,6%                              | Jason Chaffetz - 76,4%                                                                           |                                                                                                 | Jason Chaffetz (R)           |                             |
| Utah                 | 4         |                            | Jim Matheson (D)                               | Jim Matheson - 49,3%                                | Mia Love - 48,1%                                                                                 | Jim Vein (L) - 2,6%                                                                             | Mia Love (R)                 |                             |
| Vermont              | Unico     | Peter Welch (D)            | Peter Welch - 72,0%                            | Mark Donka - 23,2%                                  | Sam Desrochers (I) - 2,9% Jane Newton - 1,5% Andre LaFramboise (I) - 0,4%                        |                                                                                                 | Peter Welch (D)              |                             |
| Virginia             | 1         |                            | Rob Wittman (R)                                | Adam Cook - 41,0%                                   | Rob Wittman - 56,1%                                                                              | Gail Parker (V) - 2,9%                                                                          |                              | Rob Wittman (R)             |
| Virginia             | 2         | Scott Rigell (R)           | Paul Hirschbiel - 46,2%                        | Scott Taylor - 53,8%                                |                                                                                                  | Scott Taylor (R)                                                                                |                              |                             |
| Virginia             | 3         |                            | Bobby Scott (D)                                | Bobby Scott - 81,2%                                 | Dean Longo - 18,8%                                                                               |                                                                                                 |                              | Bobby Scott (D)             |
| Virginia             | 4         |                            | Randy Forbes (R)                               | Ella Ward - 42,9%                                   | Randy Forbes - 57,1%                                                                             |                                                                                                 |                              | Randy Forbes (R)            |
| Virginia             | 5         | Robert Hurt (R)            | John Douglass - 42,2%                          | Robert Hurt - 55,3%                                 | Ken Hildebrandt (V) - 1,6%                                                                       | Robert Hurt (R)                                                                                 |                              |                             |
| Virginia             | 6         | Bob Goodlatte (R)          | Andy Schmookler - 34,3%                        | Bob Goodlatte - 65,6%                               |                                                                                                  | Bob Goodlatte (R)                                                                               |                              |                             |
| Virginia             | 7         | Eric Cantor (R)            | E. Wayne Powell - 41,4%                        | Eric Cantor - 58,6%                                 | James Carr (L) - 2,1%                                                                            | Eric Cantor (R)                                                                                 |                              |                             |
| Virginia             | 8         |                            | Jim Moran (D)                                  | Jim Moran - 64,6%                                   | Jay Patrick Murray - 30,7%                                                                       | Jason Howell (I) - 3,0% Janet Murphy (I) - 1,7%                                                 |                              | Jim Moran (D)               |
| Virginia             | 9         |                            | Morgan Griffith (R)                            | Anthony Flaccavento - 38,8%                         | Morgan Griffith - 61,2%                                                                          |                                                                                                 |                              | Morgan Griffith (R)         |
| Virginia             | 10        | Frank Wolf (R)             | Kristin Cabral - 38,4%                         | Frank Wolf - 58,8%                                  | Kevin Chisholm (I) - 2,8%                                                                        | Frank Wolf (R)                                                                                  |                              |                             |
| Virginia             | 11        |                            | Gerry Connolly (D)                             | Gerry Connolly - 61,0%                              | Chris Perkins - 35,5%                                                                            | Mark Gibson (I) - 1,2% Chris DeCarlo (I) - 1,0% Joe Galdo (V) - 0,7% Peter Marchetti (I) - 0,6% |                              | Gerry Connolly (D)          |
| Virginia Occidentale | 1         |                            | David McKinley (R)                             | Sue Thorn - 37,5%                                   | David McKinley - 62,5%                                                                           |                                                                                                 |                              | David McKinley (R)          |
| Virginia Occidentale | 2         | Shelley Moore Capito (R)   | Howard Swint - 30,1%                           | Shelley Moore Capito - 68,9%                        | Davy Jones (L) - 5,0% Ed Rabel (I) - 4,0%                                                        | Shelley Moore Capito (R)                                                                        |                              |                             |
| Virginia Occidentale | 3         |                            | Nick Rahall (D)                                | Nick Rahall - 56,9%                                 | Rick Snuffer - 43,1%                                                                             |                                                                                                 |                              | Nick Rahall (D)             |
| Washington           | 1         | Jay Inslee (D)             | Suzan DelBene - 53,6%                          | John Koster - 43,4%                                 |                                                                                                  | Suzan DelBene (D)                                                                               |                              |                             |
| Washington           | 2         | Rick Larsen (D)            | Rick Larsen - 60,9%                            | Dan Matthews - 39,1%                                |                                                                                                  | Rick Larsen (D)                                                                                 |                              |                             |
| Washington           | 3         |                            | Jaime Herrera Beutler (R)                      | Jon T. Haugen - 39,9%                               | Jaime Herrera Beutler - 60,1%                                                                    |                                                                                                 |                              | Jaime Herrera Beutler (R)   |
| Washington           | 4         | Doc Hastings (R)           | Mary Baechler - 33,0%                          | Doc Hastings - 67,0%                                |                                                                                                  | Doc Hastings (R)                                                                                |                              |                             |
| Washington           | 5         | Cathy McMorris Rodgers (R) | Rich Cowan - 37,9%                             | Cathy McMorris Rodgers - 62,1%                      |                                                                                                  | Cathy McMorris Rodgers (R)                                                                      |                              |                             |
| Washington           | 6         |                            | Norm Dicks (D)                                 | Derek Kilmer - 58,8%                                | Bill Driscoll - 41,2%                                                                            |                                                                                                 |                              | Derek Kilmer (D)            |
| Washington           | 7         | Jim McDermott (D)          | Jim McDermott - 79,5%                          | Ron Bemis - 20,5%                                   |                                                                                                  | Jim McDermott (D)                                                                               |                              |                             |
| Washington           | 8         |                            | Dave Reichert (R)                              | Karen Porterfeild - 40,1%                           | Dave Reichert - 59,9%                                                                            |                                                                                                 |                              | Dave Reichert (R)           |
| Washington           | 9         |                            | Adam Smith (D)                                 | Adam Smith - 71,5%                                  | James Postma - 28,5%                                                                             |                                                                                                 |                              | Adam Smith (D)              |
| Washington           | 10        |                            | Nessuno                                        | Denny Heck - 58,6%                                  | Dick Muri - 41,4%                                                                                |                                                                                                 | Denny Heck (D)               |                             |
| Wisconsin            | 1         |                            | Paul Ryan (R)                                  | Rob Zerban - 43,4%                                  | Paul Ryan - 54,9%                                                                                | Keith Deschler (L) - 1,7%                                                                       |                              | Paul Ryan (R)               |
| Wisconsin            | 2         |                            | Tammy Baldwin (D)                              | Mark Pocan - 68,0%                                  | Chad Lee - 32,0%                                                                                 |                                                                                                 |                              | Mark Pocan (D)              |
| Wisconsin            | 3         | Ron Kind (D)               | Ron Kind - 64,1%                               | Ray Boland - 35,9%                                  |                                                                                                  | Ron Kind (D)                                                                                    |                              |                             |
| Wisconsin            | 4         | Gwen Moore (D)             | Gwen Moore - 72,3%                             | Dan Sebring - 23,8%                                 | Robert Raymond (I) - 2,8%                                                                        | Gwen Moore (D)                                                                                  |                              |                             |
| Wisconsin            | 5         |                            | Jim Sensenbrenner (R)                          | Dave Heaster - 32,1%                                | Jim Sensenbrenner - 67,9%                                                                        |                                                                                                 |                              | Jim Sensenbrenner (R)       |
| Wisconsin            | 6         | Tom Petri (R)              | Joe Kallas - 37,9%                             | Tom Petri - 62,1%                                   |                                                                                                  | Tom Petri (R)                                                                                   |                              |                             |
| Wisconsin            | 7         | Sean Duffy (R)             | Pat Kreitlow - 43,9%                           | Sean Duffy - 56,1%                                  | Lawrence Dale (V) - 1,3%                                                                         | Sean Duffy (R)                                                                                  |                              |                             |
| Wisconsin            | 8         | Reid Ribble (R)            | Jamie Wall - 44,1%                             | Reid Ribble - 55,9%                                 |                                                                                                  | Reid Ribble (R)                                                                                 |                              |                             |
| Wyoming              | Unico     | Cynthia Lummis (R)         | Chris Henrichsen - 23,8%                       | Cynthia Lummis - 69,1%                              | Richard Brubaker (L) - 3,5% Daniel Cummings (C) - 2,1% Don Wills - 1,6%                          | Cynthia Lummis (R)                                                                              |                              |                             |